# Меч Истины
«Меч Истины» (англ. Sword of Truth) — серия из двадцати четырёх эпических романов в жанре фэнтези американского писателя Терри Гудкайнда.

## Книги серии
| По дате выхода | Хронологическая последовательность | Название                                                                  | Дата публикации               | Серия                                      |
| -------------- | ---------------------------------- | ------------------------------------------------------------------------- | ----------------------------- | ------------------------------------------ |
| 1              | 3                                  | Первое правило волшебника                                                 | 15 августа 1994               | Меч Истины                                 |
| 2              | 4                                  | Камень Слёз                                                               | 15 сентября 1995              | Меч Истины                                 |
| 3              | 5                                  | Защитники паствы                                                          | 15 октября 1996               | Меч Истины                                 |
| 4              | 6                                  | Храм Ветров                                                               | 15 сентября 1997              | Меч Истины                                 |
| 5              | 2                                  | Долги предков                                                             | 25 августа 1998               | Меч Истины                                 |
| 6              | 7                                  | Дух огня                                                                  | 15 марта 1999                 | Меч Истины                                 |
| 7              | 8                                  | Вера падших                                                               | 22 августа 2000               | Меч Истины                                 |
| 8              | 9                                  | Столпы Творения                                                           | 20 ноября 2001                | Меч Истины                                 |
| 9              | 10                                 | Голая империя                                                             | 21 июля 2003                  | Меч Истины                                 |
| 10             | 11                                 | Огненная цепь                                                             | 4 января 2005                 | Меч Истины                                 |
| 11             | 12                                 | Призрак                                                                   | 18 июля 2006                  | Меч Истины                                 |
| 12             | 13                                 | Исповедница                                                               | 13 ноября 2007                | Меч Истины                                 |
| 13             | 24                                 | Закон девяток                                                             | 18 августа 2009               | —                                          |
| 14             | 14                                 | Машина предсказаний                                                       | 16 августа 2011               | Меч Истины (ранее — Ричард и Кэлен)        |
| 15             | 1                                  | Первая Исповедница                                                        | 2 июля 2012                   | Меч Истины (ранее — Легенда о Магде Сирус) |
| 16             | 15                                 | Третье царство                                                            | 20 августа 2013               | Меч Истины (ранее — Ричард и Кэлен)        |
| 17             | 16                                 | Разлучённые души                                                          | 12 августа 2014               | Меч Истины (ранее — Ричард и Кэлен)        |
| 18             | 17                                 | Воин по зову сердца                                                       | 17 ноября 2015                | Меч Истины (ранее — Ричард и Кэлен)        |
| 19             | 18                                 | Госпожа Смерть                                                            | 24 января 2017                | Хроники Никки                              |
| 20             | 19                                 | Саван вечности                                                            | 9 января 2018                 | Хроники Никки                              |
| 21             | 21                                 | Осаждённые камнем                                                         | 1 января 2019                 | Хроники Никки                              |
| 22             | 20                                 | Эпизоды 1—4: Угольный человек, Мерзкие твари, Пустошь, Ведьмовская клятва | 4 апреля 2019 — 6 января 2020 | Дети Д’Хары                                |
| 23             | 22                                 | Сердце из чёрного льда                                                    | 21 января 2020                | Хроники Никки                              |
| 24             | 23                                 | Эпизод 5: Врата во тьму                                                   | 30 июня 2020                  | Дети Д’Хары                                |

## История создания
Цикл был начат в 1994 году с «Первого правила волшебника». Затем Гудкайнд написал ещё пятнадцать романов и повесть «Долги предков». По состоянию на 2008 год по всему миру было продано 25 миллионов экземпляров книг этой серии; серия была переведена более чем на 20 языков.
Художником-оформителем первых восьми романов стал Кит Паркинсон. «Первое правило волшебника» и «Защитники паствы» изначально иллюстрировал другой автор, но позднее были опубликованы новые издания в твёрдом и мягком переплёте с иллюстрациями обложки, сделанными Паркинсоном.

## Сюжет
Каждая книга является отдельным произведением, но все книги цикла следуют общей временной шкале и связаны событийно.
Действие литературной серии происходит в вымышленном мире, над котором главенствуют два противоборствующих божества — Создатель и Владетель подземного мира. Мир разделён на мир живых и подземный мир, где обитают души умерших, Владетель и его демонические слуги. Известная часть мира живых включает два основных региона: Новый мир и Древний мир. Первый состоит из трёх земель: Вестландия на западе, Д’Хара на востоке и Срединные земли между ними. Вестландия, страна, лишённая магии, управляется Советом представителей. Д’Хара представляет собой воинственную империю, которой правит магически одарённый член семьи Рал. Срединные земли состоят из большого числа государств и земель, мир между которым поддерживает Совет представителей под председательством Матери-Исповедницы. Последняя также является главой исповедниц, женщин, обладающих магической силой, способной полностью подчинить себе любого человека. В начале сюжета три части Нового мира разделены магическими границами, созданными до начала действия первой книги с целью сдерживать экспансию Д’Хары. Древний мир не был представлен до второй книги серии, и его географические особенности известны хуже. Эта огромная территория, значительно превосходящая Новый мир и отделённая от него магическими барьерами — Долиной Заблудших и Башнями Погибели, созданными во время древней Войны волшебников.
Главные герои — молодые Ричард Сайфер (Рал) и Кэлен Амнелл. Ричард был проводником по лесам Вестландии, чья простая жизнь навсегда изменилась после того, как он стал Искателем Истины, единственным человеком, способным правильно использовать Меч Истины, артефакт, позволяющий победить любого противника, но только если Искатель полностью уверен, что противник является врагом. В ходе сюжета Ричард узнаёт, что является незаконнорожденным сыном Даркена Рала, жестокого правителя Д’Хары, стремящегося захватить Срединные земли и Вестландию. Сталкиваясь со страшными испытаниями, Ричард, отказывается жертвовать своими ценностями, остаётся свободным человеком, и на его примере другие начинают понимать ценность человеческих свободы и благородства. Кэлен — молодая Мать-Исповедница, дочь короля Галеи, бежавшая в Вестландию, чтобы найти Великого Волшебника для помощи в борьбе против Даркена Рала. Волшебник, Зеддикус З’ул Зорандер, дед Ричарда по материнской линии, нарекает Ричарда Искателем Истины. В ходе совместной борьбы против Даркена Рала Кэлен становится возлюбленной, а позднее женой Ричарда. Ричарду и Кэлен удаётся обойти препятствие их любви, заключающееся в магии исповедницы, которая подчиняет волю возлюбленного. Вместе главные герои побеждают Даркена Рала, затем служителей Владетеля и борются против Имперского Ордена, воинственной империи Древнего мира, возглавляемого императором Джеганем. Одиннадцатый роман «Исповедница» завершает центральную сюжетную линию о вторжении Имперского Ордена.

## Правила волшебника
Большая часть книг связана с одним из правил волшебника, принципов, которыми должны следовать все волшебники.
- Первое правило волшебника: «Люди поверят во что угодно, если они хотят, чтобы это оказалось правдой, или если боятся что это окажется правдой»[7].
- Второе правило волшебника: «Благие намерения могут привести к плачевным последствиям»[8].
- Третье правило волшебника: «Страсть правит разумом»[9].
- Четвёртое правило волшебника: «В прощении есть магия… Магия исцеления. Как в прощении, которое даруешь ты, так и в том, которое сам получаешь»[10].
- Пятое правило волшебника: «Учитывай то, что люди делают, а не только то, что говорят, ибо деяниями выявляется ложь»[11].
- Шестое правило волшебника: «Единственная власть, которой ты можешь подчиняться, это власть разума»[12].
- Седьмое правило волшебника: «Жизнь — это будущее, а не прошлое»[13].
- Восьмое правило волшебника: «Талга Васстерних. Будь достоин победы»[14].
- Девятое правило волшебника: «Противоречие в действительности существовать не может. Ни частично, ни полностью. Верить в противоречие — значит отказаться от веры в существование мира вокруг вас и природы вещей в мире»[15].
- Десятое правило волшебника: «Намеренное отрицание правды — есть предательство самого себя»[16].
- Одиннадцатое правило волшебника: «Одиннадцатое правило — это ты сам, это твоя жизнь, это твой выбор в жизни. Каждый человек индивидуален, и каждый делает свой выбор в жизни, поэтому и существует для каждого своё, то самое одиннадцатое правило волшебника»[17].
- Правило волшебника с неуказанным номером: «Вы можете сокрушить того, кто говорит правду, но не можете уничтожить саму правду»[18].
- Правило волшебника с неуказанным номером: «Только жизнь позволяет понять границы времени»[19].
- Правило волшебника с неуказанным номером: «Всегда были, есть и будут те, кто ненавидит»[20].
- Правило волшебника с неуказанным номером: «В этом мире все умирают, и никто не может избежать смерти. Мы вольны лишь решать, как хотим жить»[21]

## Космография и география

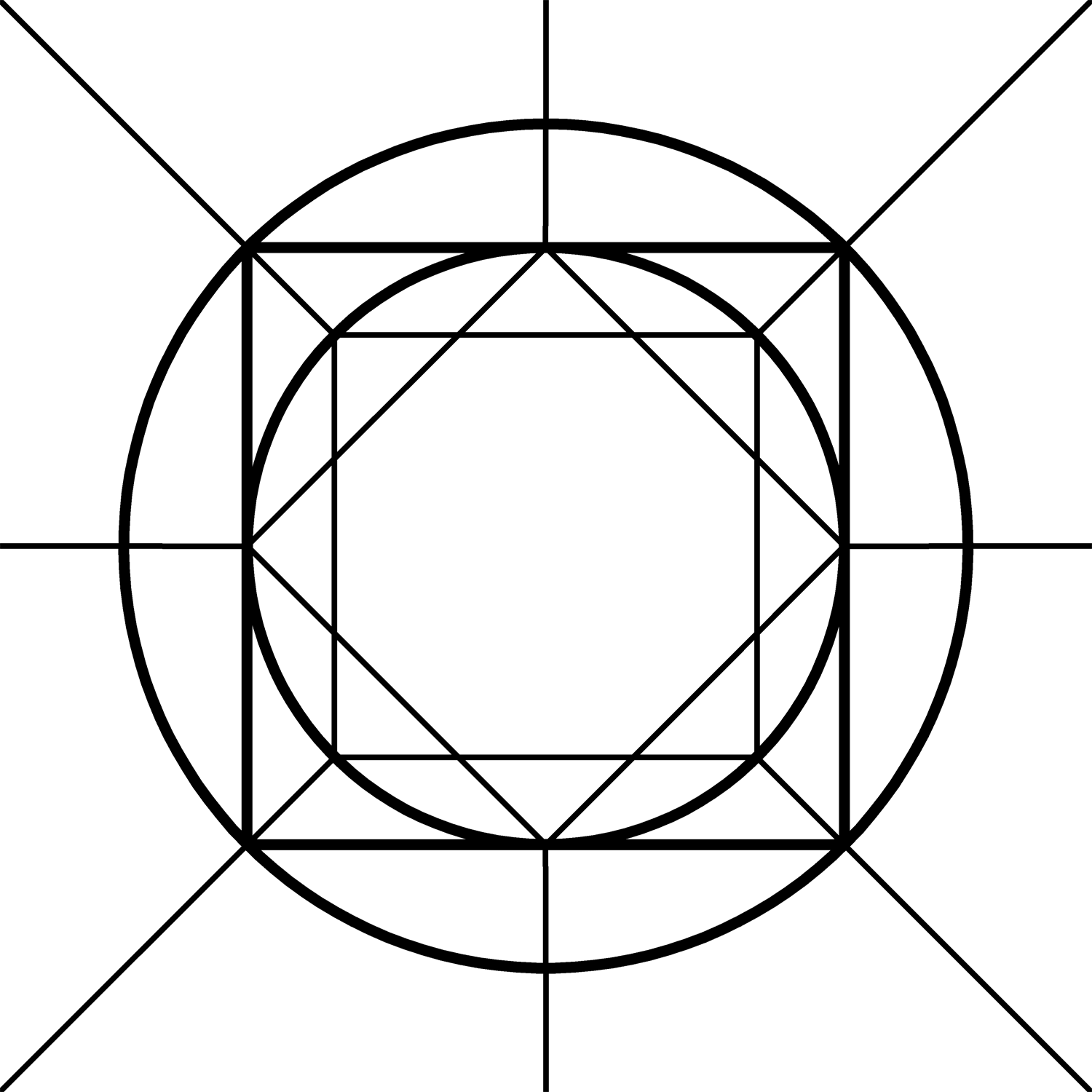
Магический символ «Благодать»

Благодать — один из наиболее часто упоминаемых символов в цикле, описывает устройство мироздания. Внутренний круг ограничивает зону, олицетворяющую мир живых, внешний круг является границей мира мёртвых — территории Владетеля, квадрат, вокруг которого описан внешний круг и в который вписан внутренний — символизирует завесу, разделяющую миры. Восьмиконечная звезда в центре — символ света Создателя, а лучи, исходящие от звезды, обозначают магические силы, пронизывающие и мир живых, и мир мёртвых.
География в произведениях охватывает Новый мир и Древний мир, которые были разделены во время Великий войны волшебников.
Новый мир
Участок суши, ограниченный на юге морем, на востоке и западе — горами. На север, дальше пространства, на котором развивается сюжет книг, взгляд писателя не распространяется. Состоит из трех крупных областей: малонаселенная страна Вестландия на западе, в которой отсутствует магия; на востоке — Д’Хара; центральную часть занимают Срединные земли — союз государств. На момент начала повествования области разделены магическими Границами, которые создал волшебник Зорандер для защиты Срединных земель от экспансии Д’Хары. В ходе действия романов Границы разрушаются, а Д’Хара и большая часть Срединных земель объединяются в Д’Харианскую империю под руководством Ричарда Рала.
Вестландия.
Страна на западе Нового мира, свободная от магии. Некоторое время была отделена от соседних Срединных земель Границей. В Вестландии вырос Ричард Рал. Территория в основном покрыта лесами и по сравнению со Срединными землями слабо урбанизирована. Управляет Вестландией Совет представителей под председательством Первого Советника.
Хартленд — крупнейший и ближайший к Границе город. Расположен в долине у Хартлендского леса. Правительственная резиденция Вестландии. Майкл Сайфер, бывший советником Хартленда до начала действия «Первого правила волшебника», становится в начале произведения Первым советником Вестландии. Хартленд расположен в 4-5 днях пути на север от Южного пристанища по Сокольничей тропе.
Срединные земли.
С юго-запада на северо-восток пересекаются горным хребтом Ранг-Шада. К западу от него с севера на юг протекает река Дран, впадающая в море. К востоку от хребта из центральных районов (из Галеи) на юг в сторону моря через Тамаранг течет река Каллисидрин, а из северных районов, прилегающих к Эйдиндрилу, берет начало река Керн, отклоняющаяся в среднем течении на юго-восток в Д’Хару, а затем — на юго-запад в Древний мир, где возле города Танимура впадает в море. На юге, между Каллисидрином и Долиной Заблудших, находятся Дикие дебри, где живут разнообразные племена: племя Тины, Бантаки и другие. Страны содружества обладали суверенитетом, для решения спорных ситуаций действовал Совет представителей от каждого королевства, председательствовала в котором Мать-Исповедница.
В разное время в состав Срединных земель входили следующие территории:
- Эйдиндрил — столица Срединных земель, в этом городе стоит Замок Волшебника и Дворец исповедниц, вся власть в Срединных землях принадлежала Высшему Совету Срединных земель, главой которого являлась Мать-Исповедница.
- Галея. Королевство в самом сердце Срединных земель. На западе граница проходит по горам горы Ранг-Шада, на востоке граничит с Кельтоном, на юге с Тамарангом. Крупнейшая река — Каллисидрин. Столица Эбиниссия дважды подвергалась разрушению Имперским Орденом. Королевство возникло в результате династического брака, как объединение владений королевы Бернадины и короля Вайборна Амнелла, впоследствии вынужденного стать мужем Матери-Исповедницы (матери Кэлен). Во время праздника летнего солнцестояния на королеву Цириллу должно было быть совершено покушение, но Кэлен узнала об этом от исповеданного ею убийцы и предотвратила убийство. Кэлен считала, что за попыткой убийства Цириллы стояли кельтонцы. После окончания войны Срединных земель с Д’Харой, пользуясь отсутствием в Совете Матери-Исповедницы, принц Файрен Кельтонский обвинил Цириллу в преступлениях совершённых им самим, и совет приговорил Цириллу к смерти. Перед казнью Цириллу посадили в яму к убийцам, где её изнасиловали. Принц Гарольд с небольшим отрядом галеанцев сумел спасти сестру, когда её повезли на казнь, воспользовавшись беспорядком в толпе. После этого она передала корону Галеи Матери-Исповеднице. Галея одна из первых стран присоединившихся к Д’Харианской империи.
- Кельтон. Королевство, столица — Винстед. После смерти принца Фирена и герцогини Катрин Лумхольц королевой Кельтона стала Мать-Исповедница. Кельтонцы преданы короне и идут до конца, чтобы исполнить волю монарха. Кельтонское железо высоко ценится в Срединных землях.
- Никобарис. Королевство. Родина колдуньи Эди. Известно, что Защитники паствы пришли из Никобариса. Король Никобариса был убит.
- Земли племени Тины. Племя Тины не пускает к себе чужаков и живёт обособленно. Они владеют магией, которая позволяет им призывать духов предков. Считаются людоедами из-за обычая есть мясо убитых врагов. Они считают, что это позволяет им понять замыслы врага. На землях племени есть золото.
- Предел Агаден. Резиденция ведьмы Шоты. Расположен в горах Ранг-Шада к северу от земель племени Тины и к западу от Тамаранга.
- Земли Нантонгов. Нантонги владеют магией, которая способна подавлять магические способности волшебников, находящихся на их земле. Нантонги — полукочевой народ, обитающий на юге, в степях.
- Земля Доаков. Доаки — соседи нантонгов. Могут подавлять магию с помощью браслетов из травы на запястьях. Браслеты теряют силу вне пределов земли доаков.
- Пендисан Рич (Предел Пендисан). Королевство в горах недалеко от Д’Хары, поначалу отказавшееся вступить в союз во времена войны с Панизом Ралом и сражавшиеся с ним своими силами. Известна деревушка Конни Кроссинг, откуда Зедд воздвиг отделяющую Д’Хару Границу подземного мира.
- Мардония. Земли в восточных степях, недалеко от Древнего мира. Столица Ренвольд была захвачена Имперским Орденом, а её жители убиты или обращены в рабство. Мардонией правил Совет Семи. Дальнейшая судьба страны неизвестна.
- Греннидон. Королевство, на севере граничит с Мардонией. Греннидоном правит королевский дом Кольбейнов.
- Тамаранг. Небольшое королевство, граничащее с пределом Агаден; в Совете представляла Мать-Исповедница. Тамарангом правила королева Милена, а после её дочь Виолетта. В дальнейшем она погибла от рук Рэчел, и та стала формальной королевой. Позже трон захватила ведьма Сикс, но была убита Шотой.
- Лифания. На севере граничит с Галеей и Кельтоном, на востоке с Д’Харой и горами Ранг-Шада на западе.
- Сандерия. Летом равнины Сандерии превращаются в пустыни. Экономика основана на овцеводстве.
- Хергборг. Промышленность зависит от поставок шерсти.
- Джара. Королевство, столица — Сандилар. Джарой правит королевский дом Башкар. Джарианцы и особенно королевский дом фанатично верят в астрологию.
- Тогресса.
- Яра. Крупное государство, равное по размерам и влиянию Кельтону, Галее и Греннидону. Капитулировала перед Д’Харианской империей.
- Андерит. Страна получила название от своего основателя, могущественного волшебника древности Йозефа Андера. Официально Андеритом правит Суверен, но реальной властью обладает министр культуры Андерита. Экономика основана на земледелии и торговле. Столица — Ферфилд. Андерит отказался присоединиться к Д’Харианской империи, и был захвачен Имперским Орденом. После свержения Ордена присоединились к Д’Харианской империи.

Д’Хара.
Огромная страна к востоку от Срединных земель. Изначально Дом Ралов правил относительно небольшой частью земель, но точно известно, что провинция Фаджин уже входила в состав Д`Хары Ралов, что даёт основания полагать, что им принадлежали равнины Азрит и северо-восток. За несколько лет до действия повести «Долги предков», магистр Паниз Рал начал войну и объединил всю территорию к востоку от гор, разделявших Срединные земли и Д`Хару.
Род Ралов уходит корнями во времена, предшествующие Великой войне. На момент Великой войны Народный Дворец — родовой замок Ралов — построен, а Альрик — не первый Рал, живущий в нём («Первая исповедница»), однако ог — самый «древний» из упоминаемых Ралов в цикле. У Ралов есть родовая традиция — магистр не имеет жены, а берет любую понравившуюся женщину в поисках той, что родит одарённого наследника. Остальных следовало уничтожать, поскольку среди родившихся без дара от Рала могут появится истинно неодарённые, Столпы Творения — люди, полностью лишённые дара, над которыми магия не властна («Столпы Творения»). Альрик завещал потомкам уничтожать неодарённых наследников, и потому предков будущих бандакарцев изгнали в Древний мир. Дом Ралов является носителем уникальных чар — уз, которые создал Альрик при содействии волшебника Бараха. Они связывают всех д`харианцев с действующим лордом Ралом и позволяют определить, где он находится. Узы возникают, если любой человек искренне поклянётся в верности магистру Ралу.
На равнинах Азрита находится Народный Дворец — древний величественный комплекс зданий, построенный в форме трёхмерного заклинания, усиливающего способности Ралов и преуменьшающего силу остальных волшебников. Сердцем заклятия, Сдерживающим полем, служит Сад Жизни — место, где и под которым сходятся все залы и коридоры. Также во Дворце есть усыпальница Ралов, где покоятся все лорды. В «Первом правиле волшебника» по приказу Зедда усыпальницу Паниза Рала заложили особым камнем, так как Дворец начал таять. В какой-то момент истории в сердце Дворца встроили устройство, проходящее через все этажи от Сада Жизни (самый верх замка), через плато и уходящее к равнинам Азрита — Машину предсказаний, способную выдавать пророчества на языке Сотворения. Устройство несколько тысяч лет держали запечатанным в помещениях под Садом Жизни, пока Ричард не обнаружил его.
Долина Заблудших
На юго-востоке у моря пролегает граница между Новым и Древним мирами, представляющая собой цепь башен, в которых заключён огонь жизни волшебников, отдавших жизнь для создания этих сооружений. Заколдованные башни обеспечивают существование волшебных ловушек на протяжении всей Долины Заблудших, по которой проходит граница.
Древний мир
Огромная территория, отделённая от Нового мира Долиной Заблудших и Башнями Погибели. Наиболее известный город — порт Танимура, где на острове Халзбанд находится Дворец Пророков — обитель Сестёр Света. Впоследствии, Дворец был разрушен, чтобы в нём не смог укрыться сноходец Джегань, глава Имперского Ордена, который зародился в Древнем мире. Столица Древнего мира — город Алтур-Ранг.

## История мира
Время возникновения мира неизвестно. Первые записи на древнейшем диалекте древнед’харианского языка, знание которого практически утрачено, были сделаны боевыми чародеями ещё до начала войны, разделившей Древний и Новый миры.
Великая война волшебников
Великая война началась за три тысячи лет до начала действия «Первого правила волшебника». Будучи при смерти, император Древнего мира Сулакан поставил себе задачей победить смерть — и, что важнее, — искоренить магию, называя это избавлением от тирании магии. Эти идеи легли в основу философии Имперского Ордена. Во времена Великой войны волшебники-творцы по велению императора Сулакана добились больших успехов, изучая чёрную магию. При помощи оккультных заклятий им удалось поднять армии мертвецов. Через какое-то время творцы Сулакана усовершенствовали своё творение, извратив Благодать и сумев уничтожить в людях душу. Так они получили живых мертвецов — они существовали, но были лишены разума и рационального мышления. Вдобавок к этому, заклятие замедлило процессы старения настолько, что они оказались почти что бессмертны. Однако через какое-то время полулюди вышли из-под контроля и стали атаковать вообще всё живое, и своих, и чужих. Волшебники Сулакана сумели направить армии полулюдей против врага. Не найдя эффективного способа уничтожать армии этих существ, совет волшебников в Эйдиндриле постановил изолировать это творение Сулакана от всего остального мира. При помощи притягивающего заклятия удалось собрать всех полулюдей на самом севере Д`Хары, в Тёмных землях. Когда все монстры оказались там, чародеи создали сдерживающий барьер, названный впоследствии Северной стеной, создав таким образом третье царство — место, где Мир живых и Мир мёртвых переплетались воедино. Маги понимали, что их заклятие не сможет существовать вечно и создали специальное поселение «Стройза» (в переводе с древнед`харианского «стройза» — дозор), где люди с даром обязаны были следить, чтобы врата в Стене были закрыты, а если и когда они откроются — отправиться в Замок Волшебника и рассказать об этом совету.
В результате войны произошли изменения мира, маги последующих времён потеряли магию Ущерба. Теперь ею могли пользоваться лишь слуги Владетеля подземного мира, который даровал её за выполнение его заданий и принесение душ в жертву. Многие знания в итоге были заключены в Храме Ветров, который волшебники скрыли в пространстве меж миров жизни и смерти. Через три тысячи лет после войны родился лишь один боевой чародей (Ричард Рал), появление которого было предсказано ещё во времена войны. Война породила множество существ: мрисвизов, сноходцев, исповедниц, полулюдей и других. Обе стороны военного конфликта создавали таких существ в качестве оружия. Для создания использовалась магия Ущерба — из человека «удаляли» ненужные качества, а затем магия Приращения прививала новые, необходимые для борьбы.
Вторжение Имперского Ордена
Имперский Орден — организация, правящая Древним миром на протяжении большей части цикла «Меч Истины». Возглавляется императором Джеганем. К власти Орден пришёл за двадцать лет до начала событий «Первого правила волшебника» — об этом сестре Верне рассказывает Уоррен. Благодаря новому порядку Древний Мир погряз в нищете. Философия Имперского Ордена основана на философии Братства Ордена — секты, цель которой нести справедливость людям. Члены Братства уверены, что все люди ничтожны и жизнь одного индивидуума незначительна. Утверждается, что все люди грешны и могут надеяться на искупление в следующей жизни, но только если жертвовали собой на благо человечества. Братство практикует дуализм, веру в Создателя и Владетеля, их вечную борьбу. Придя к власти, Орден стал насаждать эту философию, благодаря которой бюрократия в Древнем мире вышла за рамки здравого смысла. Теперь все должны были иметь равные права со всеми. Согласно политике Ордена, магия является злом, проклятием Владетеля, а все ею обладающие — его слуги, осознанно или нет. Своей миссией Орден видел избавление мира от магии. При этом, лидер и члены Братства — колдуны и волшебники. Император Джегань не гнушается использовать магию в войне, и сам обладал даром сноходца.

## Персонажи

### Главные герои
Ричард Рал (Ричард Сайфер)
Искатель Истины, магистр Д’Хары, лорд Рал, положивший конец старому политическому укладу Срединных земель и создавший Д’Харианскую империю, возлюбленный Кэлен, а затем и её муж. Первый за три тысячи лет боевой чародей и волшебник, обладающий от рождения и магией Ущерба, и магией Приращения. В пророчествах зовется «Несущим смерть».
В конце романа «Машина предсказаний» был заражен от Лесной девы Джит прикосновением смерти, которое медленно убивало Ричарда. Когда Саманта убила Кэлен, он попросил Никки остановить ему сердце, чтобы он спустился в Подземный мир и вернул Кэлен к жизни. В романе «Воин по зову сердца» благодаря дыханию жизни Кары и Денны вернулся в мир живых и остановил императора Сулакана и Ханниса Арка.
Кэлен Амнелл
Мать-Исповедница, глава совета Срединных земель, королева Галеи и Кельтона, возлюбленная, а затем и жена Ричарда.
В конце романа «Машина предсказаний» была заражена от Лесной девы Джит прикосновением смерти, которое медленно убивало Кэлен. Однако в итоге Кэлен была убита Самантой в книге «Разлучённые души». Никки безуспешно пыталась оживить её, исцелив колотую рану и удалив кровь из лёгких, но нож Саманты попал прямиком в сердце. Ричард попросил Никки остановить его сердце, чтобы он отправился в Подземный мир и обменял свою жизнь на жизнь Кэлен. В результате Кэлен возвращается в Мир живых без прикосновения Джит.
| упоминаемые в книгах и являющиеся действующими лицами подцикла «Легенда о Магде Сирус» | упоминаемые в книгах и являющиеся действующими лицами подцикла «Легенда о Магде Сирус» | упоминаемые в книгах и являющиеся действующими лицами подцикла «Легенда о Магде Сирус» | упоминаемые в книгах и являющиеся действующими лицами подцикла «Легенда о Магде Сирус» | упоминаемые в книгах и являющиеся действующими лицами подцикла «Легенда о Магде Сирус» | упоминаемые в книгах и являющиеся действующими лицами подцикла «Легенда о Магде Сирус» |  |  | упоминаемые в книгах цикла «Меч Истины», но умершие до начала повествования | упоминаемые в книгах цикла «Меч Истины», но умершие до начала повествования | упоминаемые в книгах цикла «Меч Истины», но умершие до начала повествования | упоминаемые в книгах цикла «Меч Истины», но умершие до начала повествования | упоминаемые в книгах цикла «Меч Истины», но умершие до начала повествования | упоминаемые в книгах цикла «Меч Истины», но умершие до начала повествования |  |  | участники сюжета циклов «Меч Истины», «Дети Д'Хары» и «Хроники Никки», не дожившие до конца повествования | участники сюжета циклов «Меч Истины», «Дети Д'Хары» и «Хроники Никки», не дожившие до конца повествования | участники сюжета циклов «Меч Истины», «Дети Д'Хары» и «Хроники Никки», не дожившие до конца повествования | участники сюжета циклов «Меч Истины», «Дети Д'Хары» и «Хроники Никки», не дожившие до конца повествования | участники сюжета циклов «Меч Истины», «Дети Д'Хары» и «Хроники Никки», не дожившие до конца повествования | участники сюжета циклов «Меч Истины», «Дети Д'Хары» и «Хроники Никки», не дожившие до конца повествования |  |  | участники сюжета циклов «Меч Истины», «Дети Д'Хары» и «Хроники Никки», дожившие до конца повествования | участники сюжета циклов «Меч Истины», «Дети Д'Хары» и «Хроники Никки», дожившие до конца повествования | участники сюжета циклов «Меч Истины», «Дети Д'Хары» и «Хроники Никки», дожившие до конца повествования | участники сюжета циклов «Меч Истины», «Дети Д'Хары» и «Хроники Никки», дожившие до конца повествования | участники сюжета циклов «Меч Истины», «Дети Д'Хары» и «Хроники Никки», дожившие до конца повествования | участники сюжета циклов «Меч Истины», «Дети Д'Хары» и «Хроники Никки», дожившие до конца повествования |  |  | участники сюжета романа «Закон девяток» | участники сюжета романа «Закон девяток» | участники сюжета романа «Закон девяток» | участники сюжета романа «Закон девяток» | участники сюжета романа «Закон девяток» | участники сюжета романа «Закон девяток» |

|            |            |            |            |               |               |               |               | Альрик Рал           | Альрик Рал           | Альрик Рал           | Альрик Рал           | Альрик Рал           | Альрик Рал           |              |              |                 |                 |                 |                 |                  |                  |                  |                  |                        |                        |                        |                        |                        |                        | Барах          | Барах          | Барах          | Барах          | Барах        | Барах        |              |              | Магда Сирус  | Магда Сирус  | Магда Сирус  | Магда Сирус  | Магда Сирус | Магда Сирус |                |                | Мерритт        | Мерритт        | Мерритт        | Мерритт        | Мерритт | Мерритт |                    |                    |                    |                    |                    |                    |  |  |  |  |  |  |  |  |  |  |  |  |  |  |  |  |  |  |  |  |  |  |  |  |
|            |            |            |            |               |               |               |               | Альрик Рал           | Альрик Рал           | Альрик Рал           | Альрик Рал           | Альрик Рал           | Альрик Рал           |              |              |                 |                 |                 |                 |                  |                  |                  |                  |                        |                        |                        |                        |                        |                        | Барах          | Барах          | Барах          | Барах          | Барах        | Барах        |              |              | Магда Сирус  | Магда Сирус  | Магда Сирус  | Магда Сирус  | Магда Сирус | Магда Сирус |                |                | Мерритт        | Мерритт        | Мерритт        | Мерритт        | Мерритт | Мерритт |                    |                    |                    |                    |                    |                    |  |  |  |  |  |  |  |  |  |  |  |  |  |  |  |  |  |  |  |  |  |  |  |  |
|            |            |            |            |               |               |               |               |                      |                      |                      |                      |                      |                      |              |              |                 |                 |                 |                 |                  |                  |                  |                  |                        |                        |                        |                        |                        |                        |                |                |                |                |              |              |              |              |              |              |              |              |             |             |                |                |                |                |                |                |         |         |                    |                    |                    |                    |                    |                    |  |  |  |  |  |  |  |  |  |  |  |  |  |  |  |  |  |  |  |  |  |  |  |  |
|            |            |            |            |               |               |               |               |                      |                      |                      |                      |                      |                      |              |              |                 |                 |                 |                 |                  |                  |                  |                  |                        |                        |                        |                        |                        |                        |                |                |                |                |              |              |              |              |              |              |              |              |             |             |                |                |                |                |                |                |         |         |                    |                    |                    |                    |                    |                    |  |  |  |  |  |  |  |  |  |  |  |  |  |  |  |  |  |  |  |  |  |  |  |  |
| Натан Рал  |            |            |            |               |               |               |               |                      |                      |                      |                      |                      |                      |              |              |                 |                 |                 |                 |                  |                  |                  |                  |                        |                        |                        |                        |                        |                        |                |                |                |                |              |              |              |              |              |              |              |              |             |             |                |                |                |                |                |                |         |         |                    |                    |                    |                    |                    |                    |  |  |  |  |  |  |  |  |  |  |  |  |  |  |  |  |  |  |  |  |  |  |  |  |
|            |            |            |            |               |               |               |               |                      |                      |                      |                      |                      |                      |              |              |                 |                 |                 |                 |                  |                  |                  |                  |                        |                        |                        |                        |                        |                        |                |                |                |                |              |              |              |              |              |              |              |              |             |             |                |                |                |                |                |                |         |         |                    |                    |                    |                    |                    |                    |  |  |  |  |  |  |  |  |  |  |  |  |  |  |  |  |  |  |  |  |  |  |  |  |
|            |            |            |            |               |               |               |               |                      |                      |                      |                      |                      |                      |              |              |                 |                 |                 |                 | Отец Зеддикуса   | Отец Зеддикуса   | Отец Зеддикуса   | Отец Зеддикуса   | Отец Зеддикуса         | Отец Зеддикуса         |                        |                        | Мать Зеддикуса         | Мать Зеддикуса         | Мать Зеддикуса | Мать Зеддикуса | Мать Зеддикуса | Мать Зеддикуса |              |              |              |              |              |              |              |              |             |             |                |                |                |                |                |                |         |         |                    |                    |                    |                    |                    |                    |  |  |  |  |  |  |  |  |  |  |  |  |  |  |  |  |  |  |  |  |  |  |  |  |
|            |            |            |            |               |               |               |               |                      |                      |                      |                      |                      |                      |              |              |                 |                 |                 |                 | Отец Зеддикуса   | Отец Зеддикуса   | Отец Зеддикуса   | Отец Зеддикуса   | Отец Зеддикуса         | Отец Зеддикуса         |                        |                        | Мать Зеддикуса         | Мать Зеддикуса         | Мать Зеддикуса | Мать Зеддикуса | Мать Зеддикуса | Мать Зеддикуса |              |              |              |              |              |              |              |              |             |             |                |                |                |                |                |                |         |         |                    |                    |                    |                    |                    |                    |  |  |  |  |  |  |  |  |  |  |  |  |  |  |  |  |  |  |  |  |  |  |  |  |
|            |            |            |            |               |               |               |               |                      |                      |                      |                      |                      |                      |              |              |                 |                 |                 |                 |                  |                  |                  |                  |                        |                        |                        |                        |                        |                        |                |                |                |                |              |              |              |              |              |              |              |              |             |             |                |                |                |                |                |                |         |         |                    |                    |                    |                    |                    |                    |  |  |  |  |  |  |  |  |  |  |  |  |  |  |  |  |  |  |  |  |  |  |  |  |
|            |            |            |            |               |               |               |               |                      |                      |                      |                      |                      |                      |              |              |                 |                 |                 |                 |                  |                  |                  |                  |                        |                        |                        |                        |                        |                        |                |                |                |                |              |              |              |              |              |              |              |              |             |             |                |                |                |                |                |                |         |         |                    |                    |                    |                    |                    |                    |  |  |  |  |  |  |  |  |  |  |  |  |  |  |  |  |  |  |  |  |  |  |  |  |
|            |            |            |            |               |               |               |               | Паниз Рал            | Паниз Рал            | Паниз Рал            | Паниз Рал            | Паниз Рал            | Паниз Рал            |              |              | Эрилин Зорандер | Эрилин Зорандер | Эрилин Зорандер | Эрилин Зорандер | Эрилин Зорандер  | Эрилин Зорандер  |                  |                  | Зеддикус З'ул Зорандер | Зеддикус З'ул Зорандер | Зеддикус З'ул Зорандер | Зеддикус З'ул Зорандер | Зеддикус З'ул Зорандер | Зеддикус З'ул Зорандер |                |                |                |                |              |              |              |              |              |              |              |              |             |             |                |                |                |                |                |                |         |         |                    |                    |                    |                    |                    |                    |  |  |  |  |  |  |  |  |  |  |  |  |  |  |  |  |  |  |  |  |  |  |  |  |
|            |            |            |            |               |               |               |               | Паниз Рал            | Паниз Рал            | Паниз Рал            | Паниз Рал            | Паниз Рал            | Паниз Рал            |              |              | Эрилин Зорандер | Эрилин Зорандер | Эрилин Зорандер | Эрилин Зорандер | Эрилин Зорандер  | Эрилин Зорандер  |                  |                  | Зеддикус З'ул Зорандер | Зеддикус З'ул Зорандер | Зеддикус З'ул Зорандер | Зеддикус З'ул Зорандер | Зеддикус З'ул Зорандер | Зеддикус З'ул Зорандер |                |                |                |                |              |              |              |              |              |              |              |              |             |             |                |                |                |                |                |                |         |         |                    |                    |                    |                    |                    |                    |  |  |  |  |  |  |  |  |  |  |  |  |  |  |  |  |  |  |  |  |  |  |  |  |
|            |            |            |            |               |               |               |               |                      |                      |                      |                      |                      |                      |              |              |                 |                 |                 |                 |                  |                  |                  |                  |                        |                        |                        |                        |                        |                        |                |                |                |                |              |              |              |              |              |              |              |              |             |             |                |                |                |                |                |                |         |         |                    |                    |                    |                    |                    |                    |  |  |  |  |  |  |  |  |  |  |  |  |  |  |  |  |  |  |  |  |  |  |  |  |
|            |            |            |            |               |               |               |               | Даркен Рал           | Даркен Рал           | Даркен Рал           | Даркен Рал           | Даркен Рал           | Даркен Рал           |              |              |                 |                 |                 |                 | Мать Ричарда     | Мать Ричарда     | Мать Ричарда     | Мать Ричарда     | Мать Ричарда           | Мать Ричарда           |                        |                        | Джордж Сайфер          | Джордж Сайфер          | Джордж Сайфер  | Джордж Сайфер  | Джордж Сайфер  | Джордж Сайфер  |              |              | Мать Кэлен   | Мать Кэлен   | Мать Кэлен   | Мать Кэлен   | Мать Кэлен   | Мать Кэлен   |             |             | Вайборн Амнелл | Вайборн Амнелл | Вайборн Амнелл | Вайборн Амнелл | Вайборн Амнелл | Вайборн Амнелл |         |         | Королева Бернадина | Королева Бернадина | Королева Бернадина | Королева Бернадина | Королева Бернадина | Королева Бернадина |  |  |  |  |  |  |  |  |  |  |  |  |  |  |  |  |  |  |  |  |  |  |  |  |
|            |            |            |            |               |               |               |               | Даркен Рал           | Даркен Рал           | Даркен Рал           | Даркен Рал           | Даркен Рал           | Даркен Рал           |              |              |                 |                 |                 |                 | Мать Ричарда     | Мать Ричарда     | Мать Ричарда     | Мать Ричарда     | Мать Ричарда           | Мать Ричарда           |                        |                        | Джордж Сайфер          | Джордж Сайфер          | Джордж Сайфер  | Джордж Сайфер  | Джордж Сайфер  | Джордж Сайфер  |              |              | Мать Кэлен   | Мать Кэлен   | Мать Кэлен   | Мать Кэлен   | Мать Кэлен   | Мать Кэлен   |             |             | Вайборн Амнелл | Вайборн Амнелл | Вайборн Амнелл | Вайборн Амнелл | Вайборн Амнелл | Вайборн Амнелл |         |         | Королева Бернадина | Королева Бернадина | Королева Бернадина | Королева Бернадина | Королева Бернадина | Королева Бернадина |  |  |  |  |  |  |  |  |  |  |  |  |  |  |  |  |  |  |  |  |  |  |  |  |
|            |            |            |            |               |               |               |               |                      |                      |                      |                      |                      |                      |              |              |                 |                 |                 |                 |                  |                  |                  |                  |                        |                        |                        |                        |                        |                        |                |                |                |                |              |              |              |              |              |              |              |              |             |             |                |                |                |                |                |                |         |         |                    |                    |                    |                    |                    |                    |  |  |  |  |  |  |  |  |  |  |  |  |  |  |  |  |  |  |  |  |  |  |  |  |
|            |            |            |            |               |               |               |               |                      |                      |                      |                      |                      |                      |              |              |                 |                 |                 |                 |                  |                  |                  |                  |                        |                        |                        |                        |                        |                        |                |                |                |                |              |              |              |              |              |              |              |              |             |             |                |                |                |                |                |                |         |         |                    |                    |                    |                    |                    |                    |  |  |  |  |  |  |  |  |  |  |  |  |  |  |  |  |  |  |  |  |  |  |  |  |
|            |            |            |            |               |               |               |               |                      |                      |                      |                      |                      |                      |              |              |                 |                 |                 |                 |                  |                  |                  |                  |                        |                        |                        |                        |                        |                        |                |                |                |                |              |              |              |              |              |              |              |              |             |             |                |                |                |                |                |                |         |         |                    |                    |                    |                    |                    |                    |  |  |  |  |  |  |  |  |  |  |  |  |  |  |  |  |  |  |  |  |  |  |  |  |
| Дрефан Рал | Дрефан Рал | Дрефан Рал | Дрефан Рал | Дрефан Рал    | Дрефан Рал    |               |               | Оба Рал              | Оба Рал              | Оба Рал              | Оба Рал              | Оба Рал              | Оба Рал              |              |              |                 |                 |                 |                 |                  |                  |                  |                  | Майкл Сайфер           | Майкл Сайфер           | Майкл Сайфер           | Майкл Сайфер           | Майкл Сайфер           | Майкл Сайфер           |                |                | Дэни           | Дэни           | Дэни         | Дэни         | Дэни         | Дэни         |              |              |              |              |             |             | Гарольд Амнелл | Гарольд Амнелл | Гарольд Амнелл | Гарольд Амнелл | Гарольд Амнелл | Гарольд Амнелл |         |         | Цирилла Амнелл     | Цирилла Амнелл     | Цирилла Амнелл     | Цирилла Амнелл     | Цирилла Амнелл     | Цирилла Амнелл     |  |  |  |  |  |  |  |  |  |  |  |  |  |  |  |  |  |  |  |  |  |  |  |  |
| Дрефан Рал | Дрефан Рал | Дрефан Рал | Дрефан Рал | Дрефан Рал    | Дрефан Рал    |               |               | Оба Рал              | Оба Рал              | Оба Рал              | Оба Рал              | Оба Рал              | Оба Рал              |              |              |                 |                 |                 |                 |                  |                  |                  |                  | Майкл Сайфер           | Майкл Сайфер           | Майкл Сайфер           | Майкл Сайфер           | Майкл Сайфер           | Майкл Сайфер           |                |                | Дэни           | Дэни           | Дэни         | Дэни         | Дэни         | Дэни         |              |              |              |              |             |             | Гарольд Амнелл | Гарольд Амнелл | Гарольд Амнелл | Гарольд Амнелл | Гарольд Амнелл | Гарольд Амнелл |         |         | Цирилла Амнелл     | Цирилла Амнелл     | Цирилла Амнелл     | Цирилла Амнелл     | Цирилла Амнелл     | Цирилла Амнелл     |  |  |  |  |  |  |  |  |  |  |  |  |  |  |  |  |  |  |  |  |  |  |  |  |
|            |            |            |            | Том           | Том           | Том           | Том           | Том                  | Том                  |                      |                      | Дженнсен Рал         | Дженнсен Рал         | Дженнсен Рал | Дженнсен Рал | Дженнсен Рал    | Дженнсен Рал    |                 |                 |                  |                  | Ричард Рал       | Ричард Рал       | Ричард Рал             | Ричард Рал             | Ричард Рал             | Ричард Рал             |                        |                        |                |                |                |                | Кэлен Амнелл | Кэлен Амнелл | Кэлен Амнелл | Кэлен Амнелл | Кэлен Амнелл | Кэлен Амнелл |              |              |             |             |                |                |                |                |                |                |         |         |                    |                    |                    |                    |                    |                    |  |  |  |  |  |  |  |  |  |  |  |  |  |  |  |  |  |  |  |  |  |  |  |  |
|            |            |            |            | Том           | Том           | Том           | Том           | Том                  | Том                  |                      |                      | Дженнсен Рал         | Дженнсен Рал         | Дженнсен Рал | Дженнсен Рал | Дженнсен Рал    | Дженнсен Рал    |                 |                 |                  |                  | Ричард Рал       | Ричард Рал       | Ричард Рал             | Ричард Рал             | Ричард Рал             | Ричард Рал             |                        |                        |                |                |                |                | Кэлен Амнелл | Кэлен Амнелл | Кэлен Амнелл | Кэлен Амнелл | Кэлен Амнелл | Кэлен Амнелл |              |              |             |             |                |                |                |                |                |                |         |         |                    |                    |                    |                    |                    |                    |  |  |  |  |  |  |  |  |  |  |  |  |  |  |  |  |  |  |  |  |  |  |  |  |
|            |            |            |            |               |               |               |               |                      |                      |                      |                      |                      |                      |              |              |                 |                 |                 |                 |                  |                  |                  |                  |                        |                        |                        |                        |                        |                        |                |                |                |                |              |              |              |              |              |              |              |              |             |             |                |                |                |                |                |                |         |         |                    |                    |                    |                    |                    |                    |  |  |  |  |  |  |  |  |  |  |  |  |  |  |  |  |  |  |  |  |  |  |  |  |
|            |            |            |            |               |               |               |               |                      |                      |                      |                      |                      |                      |              |              |                 |                 |                 |                 |                  |                  |                  |                  |                        |                        |                        |                        |                        |                        |                |                |                |                |              |              |              |              |              |              |              |              |             |             |                |                |                |                |                |                |         |         |                    |                    |                    |                    |                    |                    |  |  |  |  |  |  |  |  |  |  |  |  |  |  |  |  |  |  |  |  |  |  |  |  |
|            |            |            |            |               |               |               |               | Бенджамин Рал        |                      |                      |                      |                      |                      |              |              |                 |                 |                 |                 |                  |                  |                  |                  |                        |                        |                        |                        |                        |                        |                |                |                |                |              |              |              |              |              |              |              |              |             |             |                |                |                |                |                |                |         |         |                    |                    |                    |                    |                    |                    |  |  |  |  |  |  |  |  |  |  |  |  |  |  |  |  |  |  |  |  |  |  |  |  |
|            |            |            |            |               |               |               |               |                      |                      |                      |                      |                      |                      |              |              |                 |                 |                 |                 | нерождённое дитя | нерождённое дитя | нерождённое дитя | нерождённое дитя | нерождённое дитя       | нерождённое дитя       |                        |                        | Зеддикус Рал           | Зеддикус Рал           | Зеддикус Рал   | Зеддикус Рал   | Зеддикус Рал   | Зеддикус Рал   |              |              | Кара Амнелл  | Кара Амнелл  | Кара Амнелл  | Кара Амнелл  | Кара Амнелл  | Кара Амнелл  |             |             |                |                |                |                |                |                |         |         |                    |                    |                    |                    |                    |                    |  |  |  |  |  |  |  |  |  |  |  |  |  |  |  |  |  |  |  |  |  |  |  |  |
| Хелен Рал  | Хелен Рал  | Хелен Рал  | Хелен Рал  | Хелен Рал     | Хелен Рал     |               |               | Отец Александра Рала | Отец Александра Рала | Отец Александра Рала | Отец Александра Рала | Отец Александра Рала | Отец Александра Рала |              |              |                 |                 |                 |                 | нерождённое дитя | нерождённое дитя | нерождённое дитя | нерождённое дитя | нерождённое дитя       | нерождённое дитя       |                        |                        | Зеддикус Рал           | Зеддикус Рал           | Зеддикус Рал   | Зеддикус Рал   | Зеддикус Рал   | Зеддикус Рал   |              |              | Кара Амнелл  | Кара Амнелл  | Кара Амнелл  | Кара Амнелл  | Кара Амнелл  | Кара Амнелл  |             |             |                |                |                |                |                |                |         |         |                    |                    |                    |                    |                    |                    |  |  |  |  |  |  |  |  |  |  |  |  |  |  |  |  |  |  |  |  |  |  |  |  |
| Хелен Рал  | Хелен Рал  | Хелен Рал  | Хелен Рал  | Хелен Рал     | Хелен Рал     |               |               | Отец Александра Рала | Отец Александра Рала | Отец Александра Рала | Отец Александра Рала | Отец Александра Рала | Отец Александра Рала |              |              |                 |                 |                 |                 |                  |                  |                  |                  |                        |                        |                        |                        |                        |                        |                |                |                |                |              |              |              |              |              |              |              |              |             |             |                |                |                |                |                |                |         |         |                    |                    |                    |                    |                    |                    |  |  |  |  |  |  |  |  |  |  |  |  |  |  |  |  |  |  |  |  |  |  |  |  |
|            |            |            |            |               |               |               |               |                      |                      |                      |                      |                      |                      |              |              |                 |                 |                 |                 |                  |                  |                  |                  |                        |                        |                        |                        |                        |                        |                |                |                |                |              |              |              |              |              |              |              |              |             |             |                |                |                |                |                |                |         |         |                    |                    |                    |                    |                    |                    |  |  |  |  |  |  |  |  |  |  |  |  |  |  |  |  |  |  |  |  |  |  |  |  |
|            |            |            |            | Александр Рал | Александр Рал | Александр Рал | Александр Рал | Александр Рал        | Александр Рал        |                      |                      |                      |                      |              |              |                 |                 |                 |                 |                  |                  |                  |                  |                        |                        |                        |                        |                        |                        |                |                |                |                |              |              | Джекс Амнелл | Джекс Амнелл | Джекс Амнелл | Джекс Амнелл | Джекс Амнелл | Джекс Амнелл |             |             |                |                |                |                |                |                |         |         |                    |                    |                    |                    |                    |                    |  |  |  |  |  |  |  |  |  |  |  |  |  |  |  |  |  |  |  |  |  |  |  |  |

Зеддикус З’ул Зорандер
Волшебник Первого Ранга, дед Ричарда. Воздвиг Границы в Новом мире. Один из немногих, кто мог снять с себя Рада-Хань без посторонней помощи. Известен также как «Ветер Смерти», «Ловкач», при необходимости берёт псевдоним «Рубен Рыбник». Родился за несколько десятилетий до начала событий повести «Долги предков». Став Волшебником Первого Ранга, долгое время отказывался участвовать в войне против Д`Хары, но когда Паниз Рал начал применять магию, Зедд встал на сторону Срединных земель и заклинанием запер Паниза в Народном Дворце. За это Паниз убил его жену и взял в плен дочь. Чтобы освободить дочь, Зеддикус отправился в Конни Кроссинг, граничащий с Д`Харой, где создал стену мира смерти в мире живых, известную как Граница. Окончив таком образом войну, объявил, что создаст на западе страну без магии. Когда через год все желающие ушли на запад, Зедд воздвиг вторую Границу и создал Вестландию. Вместе с дочерью, беременной от Даркена Рала, Зедд поселился там и поведал свою историю вдовцу Джорджу Сайферу. Вскоре Джордж и дочь Зедда поженились, а сам волшебник поселился вдали от людей. Во время детства Ричарда уделял ему много времени, обучал различным полезным навыкам и был другом будущего Искателя, скрывая, что он его дед. На момент действия «Первого правила волшебника» живёт отшельником. По стечению обстоятельств к нему приходят Ричард и Мать-Исповедница Кэлен Амнелл. Зедд нарекает Ричарда Искателем Истины и рассказывает о предназначении, но утаивает, что является его дедом. Кэлен, Зедд и Ричард отправляются в Срединные земли в поисках способа остановить Даркена Рала. После падения Даркена, в «Камне слёз» Зеддикус находит в шкатулке Одена Камень слёз, отдаёт его Рэчел и отправляется в Вестландию забрать Эди и увести её в Замок Волшебника в Эйдиндриле. В доме Эди колдунья и волшебник подвергаются нападению скрина и заражаются чёрной магией. Им приходится отправиться в Никобарис излечиться от болезни, грозящей смертью. После излечения Зедд и Эди лишаются памяти и попадают в Эйдиндрил без своего дара. Вскоре в Замок приходит Кэлен и говорит, что Ричард ушёл за линию Башен Погибели в Древний мир во Дворец Пророков. Это настолько потрясает волшебника, что память к нему возвращается. Зедд отводит Кэлен на эшафот, где с помощью чар кажущейся смерти разыгрывает её казнь. После они бегут в Эбиниссию восстановить оттуда власть исповедниц.
В книге «Защитники паствы» попадает в руки Аннелины Алдуррен и Натана Рала, с которыми идёт в Древний мир уничтожить Дворец Пророков. Они разрушают кокон, замедляющий во Дворце время, в результате чего здание и чары рушатся. Преследуя сбежавшего Натана в «Храме Ветров», Зедд и аббатиса получают от него послание, где он просит прекратить поиски и отыскать сокровище Джокопо. Зедд и Аннелина отправляются в степи и попадают в плен к нантонгам, от которых освобождаются и становятся рабами доаков. Впоследствии оказываются перепроданными племени Тины, после чего находят сокровище Джокопо и уничтожают его. В «Духе огня» Зедд, узнав, что Кэлен выпустила шимов, отправляется в Андерит. Там находит врата, за которые Андер запер шимов, и пытается своей душой заместить душу Ричарда, за которой пришли шимы. Сентраши выбивает его душу из тела и вселяет в ворона. В облике ворона выкрадывает из кабинета Далтона Кэмпбела дневник Йозефа Андера и передаёт Ричарду. Когда Ричард отдаёт шимам душу Андера и изгоняет их в подземный мир, Зедд возвращается в своё тело и отправляется в расположение д`харианской армии на севере от Андерита. Там он обучает сестёр Света и волшебника Уоррена искусству боевой магии и войне против волшебников Ордена. После смерти Уоррена и отбытия Кэлен в Древний мир, отправляется с Эди в опустевший Эйдиндрил защитить Замок Волшебника от императора Джеганя.
Погибает в книге «Разлучённые души». Застав колдунью Ирэну за перепиской с Людвигом Дрейером, он пытается её остановить, наложив заклятие, но Ирэна применяет оккультные способности и магией отрубает ему голову. В романе «Воин по зову сердца», находясь в подземном мире, встречает дух Никки, которая отправилась в мир мёртвых для поисков души Ричарда. Ещё раз появляется в новелле «Пустошь» в видениях Ричарда.
Никки
Бывшая сестра Света, воспитанная в Древнем мире по законам Братства Ордена, переметнувшаяся к Владетелю и ставшая сестрой Тьмы. Известна также под именем «Госпожа Смерть». Невероятно сильная колдунья с выдающимися способностями. Была сторонницей императора Джеганя, пока Ричард Рал не показал ей ценность жизни и её смысл, после чего она стала его верным союзником.
Магда Сирус
Первая исповедница в истории, жившая во времена Великой войны. Была женой Волшебника Первого Ранга и боевого чародея Бараха. После самоубийства мужа долго не могла смириться с утратой и пыталась найти истинные причины его гибели. Когда для поиска ответов обращается к говорящей с духами по имени Исидора, они подвергаются нападению ожившего мертвеца и Исидора погибает, а мертвец скрывается в катакомбах. Столкнувшись с бездействием совета, Магда обнаружила, что Замок Волшебника уже находится под властью сноходцев. Слуги императора Сулакана проникли всюду — от членов совета до Главного Обвинителя Лотейна. После того как волшебник Лотейн угрозами заставил принять его предложение замужества, Магда решилась на смертельно опасный эксперимент волшебника Мерритта по созданию первой исповедницы, чтобы раскрыть людям правду. Эксперимент увенчался успехом и Магда раскрыла всех предателей в Замке. Члены совета приняли решение создать орден исповедниц, а Магда стала его главой — первой Матерью-Исповедницей. Также члены совета определили и правило, что каждую исповедницу для защиты должен сопровождать волшебник. Сопровождающим Магды Сирус стал Мерритт. Через некоторое время они влюбились друг в друга, и их союз стал единственным в истории (до появления Кэлен и Ричарда) союзом, в котором исповедница не обратила возлюбленного.

### Главныеантагонисты
Даркен Рал.
Волшебник, правитель Д’Хары на момент действия «Первого правила волшебника». Жестокий тиран, желающий захватить Срединные земли и Вестландию, поработив их народы. Красивый голубоглазый мужчина с длинными прямыми светлыми волосами, с правильными чертами лица. Подчёркнуто педантичный и аккуратный, являющийся живым богом для жителей Д’Хары, один из сильнейших магов мира, обладающий возможностью использовать не только магию Приращения, но и магию Ущерба, однако, в отличие от Ричарда, не обладал этой силой от рождения. Имел шрам на левой части тела (от бока до ноги), который получил во время смерти своего отца. В этот момент он стоял справа от Паниза и огненный шар Зеддикуса, посланный для убийства Паниза, задел и Даркена. Является отцом Ричарда, о чём узнает только перед своей смертью. Имел множество незаконорожденных детей, однако выжить удалось немногим. Ричард, Дженнесен, Дрефан, Оба — упоминаемые в цикле бастарды Даркена Рала. Также в «Храме Ветров» Дрефан упоминает о девочке четырнадцати лет, которая также является дочерью Даркена. Изнасиловал дочь Зеддикуса Зорандера, не зная, кто она. Погибает, пытаясь открыть шкатулки Одена, желая получить безграничную власть («Первое правило волшебника»). В «Камне слёз» возвращается в Мир живых как призрак, служащий Владетелю. После смерти существовал в виде духа в Подземном мире. Когда же он потребовал от Ричарда в качестве уплаты за уход из Храма Ветров впитать в себя магию чумы, то был отправлен последним в вечную Тень Владетеля, что и являлось истинным наказанием Подземного мира.
Император Джегань
Глава Имперского Ордена, сноходец, родился в Алтур’Ранге. Огромный мужчина, недюжинной силы, бритый, тело покрыто татуировками, лицо украшает золотая цепочка, соединяющая левую ноздрю и левое ухо. Носит множество золотых перстней, снятых с трупов противников. Обычно ходит в расстёгнутом овечьем тулупе без рукавов, чтобы демонстрировать могучую мускулатуру. Глаза не имеют зрачков и радужки, целиком чёрного цвета, с бегающими по поверхности тенями. Рождение Джеганя было «заслугой» волшебника Лотейна. Его манипуляции с магией Храма Ветров обеспечили в будущем рождение сноходца, чтобы тот уничтожил оставшуюся магию. Появление такой угрозы подвигло Бараха использовать магию для рождения Ричарда как противовеса Джеганю. Джегань проповедует идеологию Ордена, которая говорит о всеобщем равенстве и греховности желания выделятся или жить лучше других, и истинно в неё верит, хотя сам любит роскошь, не отказывает себе ни в каких желаниях. Безжалостен к врагам, и прививает эту безжалостность каждому солдату в своих легионах. Не жалеет человеческие жизни и для достижения целей готов положить сотни тысяч как врагов, так и своих солдат. Расчётлив, хитёр и умён, не совершает необдуманных поступков и не торопит события. Редко быстро убивает противников, предпочитая долгие, иногда тянущиеся месяцами, пытки. Хорошо образован, читает много книг на разных языках, включая древнед’харианский. Изучает пророчества, чтобы использовать их для своих целей. Дар сноходца позволяет ему проникать в любой разум, присутствовать в нём незаметно для хозяина, отдавать приказы, насылать приступы ужасной боли, вплоть до убийства, и управлять человеком. С помощью дара подчинил себе всех сестёр Тьмы и некоторых сестёр Света, исключая Никки. Джегань ненавидит Ричарда и стремится его уничтожить, хотя в начале и использует его действия для своих целей. Впервые Джегань упоминается в «Камне слёз», но непосредственно сам появляется только в «Защитниках паствы» и присутствует в последующих книгах цикла, вплоть до конца «Исповедницы», где погибает от магии Никки, направленной на него через Рада-Хань, который она перед этим сумела надеть на него.
Император Сулакан
Император Древнего мира, могущественный волшебник, живший во времена книги «Первая исповедница», за три тысячи лет до действия основных событий серии. К моменту начала «Первой Исповедницы» болен и слаб в физическом плане, уже немолод и вскорости умрёт. Однако, он поставил себе задачей победить смерть и искоренить магию, называя это избавлением от тирании магии. Эти идеи легли в основу философии Имперского Ордена. Сам же император и его колдуны намеревались создать во всём мире то, что позже стало третьим царством — он собирался переплести мир жизни и смерти, населив его своим главным творением — полулюдьми, людьми, лишёнными душ при помощи магии. Сам же он планировал в случае смерти продолжить жизнь в подземном мире, при этом, если бы план удался, он смог бы править из мира мёртвых и миром живых, ибо они бы стали единым целым. Но его планы нарушила Магда Сирус и волшебник Мерритт, раскрывшие заговор в Замке Волшебника, отсеявшие предателей и запершие полулюдей в третьем царстве на севере Д`Хары. Как именно умер император — неизвестно, но на момент действия «Первого правила волшебника» он мёртв. Три тысячи лет его мумифицированное тело было сокрыто в пещерах третьего царства, а самые разумные из расы полулюдей, шан-так, поклонялись своему создателю, называя его Владыкой. Столетиями они проливали кровь других полулюдей над телом Сулакана, желая вернуть его к жизни, но безуспешно. Когда Ханнис Арк открыл врата Северной Стены и прошёл в третье царство, шан-так получили возможность воскресить императора — под руководством епископа Арка. Заманив Ричарда Рала за сдерживающий барьер, Арк пленил его и использовал его кровь — согласно пророчеству, именно кровь Несущего Смерть, принадлежащего к третьему царству, могла оживить Сулакана. При помощи оккультных заклинаний, епископ вернул дух бывшего императора, при этом он сделал всё так, что Сулакан вынужден был ему подчиняться, поскольку именно Арк контролировал связь между духом и телом. Вернувшись к жизни, рассказал, что во время пребывания в загробном мире познакомился с Даркеном Ралом, от которого узнал кое-что о его сыне Ричарде. Также он рассказал Ханнису Арку и о предательстве Людвига Дрейера. Уничтожен Ричардом в романе «Сердце войны»: он запирает Сулакана в комнате с Регулой при помощи завесы, ранее находившейся в катакомбах под Замком Волшебника, и выпускает на волю крик смерти Лесной девы Джит, которым был заражен.
Ханнис Арк
Его родители и сестра были убиты по приказу Паниза Рала. После смерти отца занял его место и стал правителем провинции Фаджин, отдалённого района Д’Хары. Носит титул епископа. Считает себя претендентом на власть над Д’Харой. С ног до головы расписан символами языка Сотворения, красными татуировками покрыты даже белки глаз. Имеет дар манипулировать людьми. Долгие годы хранил одну из шкатулок Одена, а потом отдал её Даркену Ралу в обмен на автономию и различные привилегии. Десятилетиями вынашивал планы мести Дому Ралов. Во время войны с Имперским Орденом отправлял своих солдат на помощь армии Д’Хары, понимая, что самостоятельно справиться с Джеганем, когда свергнет Ралов и займёт трон, он не сможет. Выпустил полулюдей из заточения за Северной Стеной и подчинил себе. Впервые появляется в «Машине предсказаний». Ему служат Морд-Сит, отвернувшиеся от Дома Ралов. В книге «Третье царство» воскрешает из мёртвых императора Сулакана и вместе с ним ведёт армию полулюдей шан-так на Народный Дворец. В финале романа «Сердце войны», когда его армия захватывает Народный Дворец, он отдает приказ Морд-Сит Вике убить Ричарда, но вместо этого она убивает самого Ханниса и признает своим господином Ричарда Рала.

### Появления персонажей
| Персонаж                    | Циклы (в хронологическом порядке) | Циклы (в хронологическом порядке) | Циклы (в хронологическом порядке) | Циклы (в хронологическом порядке) | Циклы (в хронологическом порядке) | Циклы (в хронологическом порядке) | Циклы (в хронологическом порядке) | Циклы (в хронологическом порядке) | Циклы (в хронологическом порядке) | Циклы (в хронологическом порядке) | Циклы (в хронологическом порядке) | Циклы (в хронологическом порядке) | Циклы (в хронологическом порядке) | Циклы (в хронологическом порядке) | Циклы (в хронологическом порядке) | Циклы (в хронологическом порядке) | Циклы (в хронологическом порядке) | Циклы (в хронологическом порядке) | Циклы (в хронологическом порядке) | Циклы (в хронологическом порядке) | Циклы (в хронологическом порядке) | Циклы (в хронологическом порядке) | Циклы (в хронологическом порядке) | Циклы (в хронологическом порядке) | Циклы (в хронологическом порядке) | Циклы (в хронологическом порядке) | Циклы (в хронологическом порядке) | Циклы (в хронологическом порядке) |
| Персонаж                    | Меч Истины                        | Меч Истины                        | Меч Истины                        | Меч Истины                        | Меч Истины                        | Меч Истины                        | Меч Истины                        | Меч Истины                        | Меч Истины                        | Меч Истины                        | Меч Истины                        | Меч Истины                        | Меч Истины                        | Меч Истины                        | Меч Истины                        | Меч Истины                        | Меч Истины                        | Дети Д’Хары                       | Дети Д’Хары                       | Дети Д’Хары                       | Дети Д’Хары                       | Дети Д’Хары                       | Хроники Никки                     | Хроники Никки                     | Хроники Никки                     | Хроники Никки                     | Закон девяток                     |                                   |
| Персонаж                    | Первая исповедница                | Долги предков                     | Даркен Рал                        | Даркен Рал                        | Имперский Орден                   | Имперский Орден                   | Имперский Орден                   | Имперский Орден                   | Древний мир                       | Древний мир                       | Огненная цепь                     | Огненная цепь                     | Огненная цепь                     | Ричард и Кэлен                    | Ричард и Кэлен                    | Ричард и Кэлен                    | Ричард и Кэлен                    | Дети Д’Хары                       | Дети Д’Хары                       | Дети Д’Хары                       | Дети Д’Хары                       | Дети Д’Хары                       | Хроники Никки                     | Хроники Никки                     | Хроники Никки                     | Хроники Никки                     | Закон девяток                     |                                   |
| Персонаж                    | Первая исповедница                | Долги предков                     | 1                                 | 2                                 | 3                                 | 4                                 | 5                                 | 6                                 | 7                                 | 8                                 | 9                                 | 10                                | 11                                | 12                                | 13                                | 14                                | 15                                | 1                                 | 2                                 | 3                                 | 4                                 | 5                                 | 1                                 | 2                                 | 3                                 | 4                                 | Закон девяток                     |                                   |
| --------------------------- | --------------------------------- | --------------------------------- | --------------------------------- | --------------------------------- | --------------------------------- | --------------------------------- | --------------------------------- | --------------------------------- | --------------------------------- | --------------------------------- | --------------------------------- | --------------------------------- | --------------------------------- | --------------------------------- | --------------------------------- | --------------------------------- | --------------------------------- | --------------------------------- | --------------------------------- | --------------------------------- | --------------------------------- | --------------------------------- | --------------------------------- | --------------------------------- | --------------------------------- | --------------------------------- | --------------------------------- | --------------------------------- |
| Главные персонажи           |                                   |                                   |                                   |                                   |                                   |                                   |                                   |                                   |                                   |                                   |                                   |                                   |                                   |                                   |                                   |                                   |                                   |                                   |                                   |                                   |                                   |                                   |                                   |                                   |                                   |                                   |                                   |                                   |
| Ричард Рал                  | [ K 8 ]                           |                                   |                                   |                                   |                                   |                                   |                                   |                                   |                                   |                                   |                                   |                                   |                                   |                                   |                                   |                                   |                                   |                                   |                                   |                                   |                                   |                                   |                                   |                                   |                                   |                                   |                                   |                                   |
| Кэлен Амнелл                |                                   |                                   |                                   |                                   |                                   |                                   |                                   |                                   |                                   |                                   |                                   |                                   |                                   |                                   |                                   |                                   |                                   |                                   |                                   |                                   |                                   |                                   |                                   |                                   |                                   |                                   |                                   |                                   |
| Зеддикус З’ул Зорандер      |                                   | [ K 9 ]                           |                                   |                                   |                                   |                                   |                                   |                                   |                                   |                                   |                                   |                                   |                                   |                                   |                                   |                                   |                                   |                                   |                                   | [ K 10 ]                          |                                   |                                   |                                   |                                   |                                   |                                   |                                   |                                   |
| Даркен Рал                  |                                   |                                   |                                   |                                   |                                   |                                   |                                   |                                   |                                   |                                   |                                   |                                   |                                   |                                   |                                   |                                   |                                   |                                   |                                   |                                   |                                   |                                   |                                   |                                   |                                   |                                   |                                   |                                   |
| Натан Рал                   |                                   |                                   |                                   |                                   |                                   |                                   |                                   |                                   |                                   |                                   |                                   |                                   |                                   |                                   |                                   |                                   |                                   |                                   |                                   |                                   |                                   |                                   |                                   |                                   |                                   |                                   |                                   |                                   |
| Никки                       |                                   |                                   |                                   |                                   |                                   |                                   |                                   |                                   |                                   |                                   |                                   |                                   |                                   |                                   |                                   |                                   |                                   |                                   |                                   |                                   |                                   |                                   |                                   |                                   |                                   |                                   |                                   |                                   |
| Морд-Сит Кара               |                                   |                                   | [ K 11 ]                          |                                   |                                   |                                   |                                   |                                   |                                   |                                   |                                   |                                   |                                   |                                   |                                   |                                   |                                   |                                   |                                   |                                   |                                   |                                   |                                   |                                   |                                   |                                   |                                   |                                   |
| Магда Сирус                 |                                   |                                   |                                   |                                   |                                   |                                   |                                   |                                   |                                   |                                   |                                   |                                   |                                   |                                   |                                   |                                   |                                   |                                   |                                   |                                   |                                   |                                   |                                   |                                   |                                   |                                   |                                   |                                   |
| Мерритт                     |                                   |                                   |                                   |                                   |                                   |                                   |                                   |                                   |                                   |                                   |                                   |                                   |                                   |                                   |                                   |                                   |                                   |                                   |                                   |                                   |                                   |                                   |                                   |                                   |                                   |                                   |                                   |                                   |
| Обвинитель Лотейн           |                                   |                                   |                                   |                                   |                                   |                                   |                                   |                                   |                                   |                                   |                                   |                                   |                                   |                                   |                                   |                                   |                                   |                                   |                                   |                                   |                                   |                                   |                                   |                                   |                                   |                                   |                                   |                                   |
| Эбигейл                     |                                   |                                   |                                   |                                   |                                   |                                   |                                   |                                   |                                   |                                   |                                   |                                   |                                   |                                   |                                   |                                   |                                   |                                   |                                   |                                   |                                   |                                   |                                   |                                   |                                   |                                   |                                   |                                   |
| Алекс Рал                   |                                   |                                   |                                   |                                   |                                   |                                   |                                   |                                   |                                   |                                   |                                   |                                   |                                   |                                   |                                   |                                   |                                   |                                   |                                   |                                   |                                   |                                   |                                   |                                   |                                   |                                   |                                   |                                   |
| Джекс Амнелл                |                                   |                                   |                                   |                                   |                                   |                                   |                                   |                                   |                                   |                                   |                                   |                                   |                                   |                                   |                                   |                                   |                                   |                                   |                                   |                                   |                                   |                                   |                                   |                                   |                                   |                                   |                                   |                                   |
| Бэннон Фермер               |                                   |                                   |                                   |                                   |                                   |                                   |                                   |                                   |                                   |                                   |                                   |                                   |                                   |                                   |                                   |                                   |                                   |                                   |                                   |                                   |                                   |                                   |                                   |                                   |                                   |                                   |                                   |                                   |
| Шейла                       |                                   |                                   |                                   |                                   |                                   |                                   |                                   |                                   |                                   |                                   |                                   |                                   |                                   |                                   |                                   |                                   |                                   |                                   |                                   |                                   |                                   |                                   |                                   |                                   |                                   |                                   |                                   |                                   |
| Второстепенные персонажи    |                                   |                                   |                                   |                                   |                                   |                                   |                                   |                                   |                                   |                                   |                                   |                                   |                                   |                                   |                                   |                                   |                                   |                                   |                                   |                                   |                                   |                                   |                                   |                                   |                                   |                                   |                                   |                                   |
| Морд-Сит Денна              |                                   |                                   | [ K 12 ]                          |                                   |                                   |                                   |                                   |                                   |                                   |                                   |                                   |                                   |                                   |                                   |                                   |                                   |                                   |                                   |                                   |                                   |                                   |                                   |                                   |                                   |                                   |                                   |                                   |                                   |
| Эди, костяная женщина       |                                   |                                   |                                   |                                   |                                   |                                   |                                   |                                   |                                   |                                   |                                   |                                   |                                   |                                   |                                   |                                   |                                   |                                   |                                   |                                   |                                   |                                   |                                   |                                   |                                   |                                   |                                   |                                   |
| Чейз, страж Границы         |                                   |                                   |                                   |                                   |                                   |                                   |                                   |                                   |                                   |                                   |                                   |                                   |                                   |                                   |                                   |                                   |                                   |                                   |                                   |                                   |                                   |                                   |                                   |                                   |                                   |                                   |                                   |                                   |
| Рэйчел, дочь Чейза          |                                   |                                   |                                   |                                   |                                   |                                   |                                   |                                   |                                   |                                   |                                   |                                   |                                   |                                   |                                   |                                   |                                   |                                   |                                   |                                   |                                   |                                   |                                   |                                   |                                   |                                   |                                   |                                   |
| принцесса Виолетта          |                                   |                                   |                                   |                                   |                                   |                                   |                                   |                                   |                                   |                                   |                                   |                                   |                                   |                                   |                                   |                                   |                                   |                                   |                                   |                                   |                                   |                                   |                                   |                                   |                                   |                                   |                                   |                                   |
| Птичий Человек              |                                   |                                   |                                   |                                   |                                   |                                   |                                   |                                   |                                   |                                   |                                   |                                   |                                   |                                   |                                   |                                   |                                   |                                   |                                   |                                   |                                   |                                   |                                   |                                   |                                   |                                   |                                   |                                   |
| Шота, ведьма                |                                   |                                   |                                   |                                   |                                   |                                   |                                   |                                   |                                   |                                   |                                   |                                   |                                   |                                   |                                   |                                   |                                   |                                   |                                   |                                   |                                   |                                   |                                   |                                   |                                   |                                   |                                   |                                   |
| Самюэль, слуга Шоты         |                                   |                                   |                                   |                                   |                                   |                                   |                                   |                                   |                                   |                                   |                                   |                                   |                                   |                                   |                                   |                                   |                                   |                                   |                                   |                                   |                                   |                                   |                                   |                                   |                                   |                                   |                                   |                                   |
| Верна Совентрин             |                                   |                                   |                                   |                                   |                                   |                                   |                                   |                                   |                                   |                                   |                                   |                                   |                                   |                                   |                                   |                                   |                                   |                                   |                                   |                                   |                                   |                                   |                                   |                                   |                                   |                                   |                                   |                                   |
| Аннелина Алдуррен           |                                   |                                   |                                   |                                   |                                   |                                   |                                   |                                   |                                   |                                   |                                   |                                   |                                   |                                   |                                   |                                   |                                   |                                   |                                   |                                   |                                   |                                   |                                   |                                   |                                   |                                   |                                   |                                   |
| Уоррен, пророк              |                                   |                                   |                                   |                                   |                                   |                                   |                                   |                                   |                                   |                                   |                                   |                                   |                                   |                                   |                                   |                                   |                                   |                                   |                                   |                                   |                                   |                                   |                                   |                                   |                                   |                                   |                                   |                                   |
| сестра Улиция               |                                   |                                   |                                   |                                   |                                   |                                   |                                   |                                   |                                   |                                   |                                   |                                   |                                   |                                   |                                   |                                   |                                   |                                   |                                   |                                   |                                   |                                   |                                   |                                   |                                   |                                   |                                   |                                   |
| сестра Тови                 |                                   |                                   |                                   |                                   |                                   |                                   |                                   |                                   |                                   |                                   |                                   |                                   |                                   |                                   |                                   |                                   |                                   |                                   |                                   |                                   |                                   |                                   |                                   |                                   |                                   |                                   |                                   |                                   |
| сестра Цецилия              |                                   |                                   |                                   |                                   |                                   |                                   |                                   |                                   |                                   |                                   |                                   |                                   |                                   |                                   |                                   |                                   |                                   |                                   |                                   |                                   |                                   |                                   |                                   |                                   |                                   |                                   |                                   |                                   |
| сестра Эрминия              |                                   |                                   |                                   |                                   |                                   |                                   |                                   |                                   |                                   |                                   |                                   |                                   |                                   |                                   |                                   |                                   |                                   |                                   |                                   |                                   |                                   |                                   |                                   |                                   |                                   |                                   |                                   |                                   |
| Дю Шайю, мудрая женщина     |                                   |                                   |                                   |                                   |                                   |                                   |                                   |                                   |                                   |                                   |                                   |                                   |                                   |                                   |                                   |                                   |                                   |                                   |                                   |                                   |                                   |                                   |                                   |                                   |                                   |                                   |                                   |                                   |
| император Джегань           |                                   |                                   |                                   |                                   |                                   |                                   |                                   |                                   |                                   |                                   |                                   |                                   |                                   |                                   |                                   |                                   |                                   |                                   |                                   |                                   |                                   |                                   |                                   |                                   |                                   |                                   |                                   |                                   |
| Морд-Сит Бердина            |                                   |                                   |                                   |                                   |                                   |                                   |                                   |                                   |                                   |                                   |                                   |                                   |                                   |                                   |                                   |                                   |                                   |                                   |                                   |                                   |                                   |                                   |                                   |                                   |                                   |                                   |                                   |                                   |
| Морд-Сит Райна              |                                   |                                   |                                   |                                   |                                   |                                   |                                   |                                   |                                   |                                   |                                   |                                   |                                   |                                   |                                   |                                   |                                   |                                   |                                   |                                   |                                   |                                   |                                   |                                   |                                   |                                   |                                   |                                   |
| Альрик Рал                  |                                   |                                   |                                   |                                   |                                   |                                   |                                   |                                   |                                   |                                   |                                   |                                   |                                   |                                   |                                   |                                   |                                   |                                   |                                   |                                   |                                   |                                   |                                   |                                   |                                   |                                   |                                   |                                   |
| генерал Бенджамин Мейфферт  |                                   |                                   |                                   |                                   |                                   |                                   |                                   |                                   |                                   |                                   |                                   |                                   |                                   |                                   |                                   |                                   |                                   |                                   |                                   |                                   |                                   |                                   |                                   |                                   |                                   |                                   |                                   |                                   |
| Морд-Сит Рикка              |                                   |                                   |                                   |                                   |                                   |                                   |                                   |                                   |                                   |                                   |                                   |                                   |                                   |                                   |                                   |                                   |                                   |                                   |                                   |                                   |                                   |                                   |                                   |                                   |                                   |                                   |                                   |                                   |
| генерал Зиммер              |                                   |                                   |                                   |                                   |                                   |                                   |                                   |                                   |                                   |                                   |                                   |                                   |                                   |                                   |                                   |                                   |                                   |                                   |                                   |                                   |                                   |                                   |                                   |                                   |                                   |                                   |                                   |                                   |
| Дженнсен Рал                |                                   |                                   |                                   |                                   |                                   |                                   |                                   |                                   |                                   |                                   |                                   |                                   |                                   |                                   |                                   |                                   |                                   |                                   |                                   |                                   |                                   |                                   |                                   |                                   |                                   |                                   |                                   |                                   |
| Том                         |                                   |                                   |                                   |                                   |                                   |                                   |                                   |                                   |                                   |                                   |                                   |                                   |                                   |                                   |                                   |                                   |                                   |                                   |                                   |                                   |                                   |                                   |                                   |                                   |                                   |                                   |                                   |                                   |
| Морд-Сит Нида               |                                   |                                   |                                   |                                   |                                   |                                   |                                   |                                   |                                   |                                   |                                   |                                   |                                   |                                   |                                   |                                   |                                   |                                   |                                   |                                   |                                   |                                   |                                   |                                   |                                   |                                   |                                   |                                   |
| Сикс, ведьма                |                                   |                                   |                                   |                                   |                                   |                                   |                                   |                                   |                                   |                                   |                                   |                                   |                                   |                                   |                                   |                                   |                                   |                                   |                                   |                                   |                                   |                                   |                                   |                                   |                                   |                                   |                                   |                                   |
| император Сулакан           |                                   |                                   |                                   |                                   |                                   |                                   |                                   |                                   |                                   |                                   |                                   |                                   |                                   |                                   |                                   |                                   |                                   |                                   |                                   |                                   |                                   |                                   |                                   |                                   |                                   |                                   |                                   |                                   |
| Морд-Сит Вика               |                                   |                                   |                                   |                                   |                                   |                                   |                                   |                                   |                                   |                                   |                                   |                                   |                                   |                                   |                                   |                                   |                                   |                                   |                                   |                                   |                                   |                                   |                                   |                                   |                                   |                                   |                                   |                                   |
| Ная Мун, говорящая с духами |                                   |                                   |                                   |                                   |                                   |                                   |                                   |                                   |                                   |                                   |                                   |                                   |                                   |                                   |                                   |                                   |                                   |                                   |                                   |                                   |                                   |                                   |                                   |                                   |                                   |                                   |                                   |                                   |
| Исидора, говорящая с духами |                                   |                                   |                                   |                                   |                                   |                                   |                                   |                                   |                                   |                                   |                                   |                                   |                                   |                                   |                                   |                                   |                                   |                                   |                                   |                                   |                                   |                                   |                                   |                                   |                                   |                                   |                                   |                                   |
| Епископ Ханнис Арк          |                                   |                                   |                                   |                                   |                                   |                                   |                                   |                                   |                                   |                                   |                                   |                                   |                                   |                                   |                                   |                                   |                                   |                                   |                                   |                                   |                                   |                                   |                                   |                                   |                                   |                                   |                                   |                                   |
| Рэд, ведьма                 |                                   |                                   |                                   |                                   |                                   |                                   |                                   |                                   |                                   |                                   |                                   |                                   |                                   |                                   |                                   |                                   |                                   |                                   |                                   |                                   |                                   |                                   |                                   |                                   |                                   |                                   |                                   |                                   |
| Оливер, ученый              |                                   |                                   |                                   |                                   |                                   |                                   |                                   |                                   |                                   |                                   |                                   |                                   |                                   |                                   |                                   |                                   |                                   |                                   |                                   |                                   |                                   |                                   |                                   |                                   |                                   |                                   |                                   |                                   |
| Перетта, помнящая           |                                   |                                   |                                   |                                   |                                   |                                   |                                   |                                   |                                   |                                   |                                   |                                   |                                   |                                   |                                   |                                   |                                   |                                   |                                   |                                   |                                   |                                   |                                   |                                   |                                   |                                   |                                   |                                   |

1. ↑  Цикл мини-новелл, в состав которого входят: «Угольный человек», «Мерзкие твари», «Пустошь», «Ведьмовская клятва», «Врата во тьму»
2. ↑  Серия, включающая книги «Госпожа Смерть», «Саван вечности», «Осаждённые камнем» и «Сердце из чёрного льда».
3. ↑  Дилогия, сюжет которой связан с Даркеном Ралом. Включает книги: «Первое правило волшебника» и «Камень слёз».
4. ↑  Тетралогия, посвященная вторжению Имперского Ордена. Входят книги: «Защитники паствы», «Храм Ветров», «Дух огня» и «Вера падших».
5. ↑  Дилогия о путешествии в Древний мир. Входят книги: «Столпы Творения» и «Голая империя».
6. ↑  Трилогия, включающая в себя книги «Огненная цепь», «Призрак» и «Исповедница»
7. ↑  Тетралогия, включающая в себя книги: «Машина предсказаний», «Третье царство», «Разлученные души», «Воин по зову сердца».
8. ↑  Косвенное упоминание.
9. ↑  Впервые представлен в книге «Первое правило волшебника», но является главным действующим лицом повести-приквела «Долги предков», которую автор написал позднее.
10. ↑  В видениях Ричарда в Пустоши.
11. ↑  Впервые представлена в книге «Камень слёз», но упоминается о её присутствии в событиях романа «Первое правило волшебника».
12. ↑  Погибает в ходе действия романа.

## Магический мир

### Божества
Создатель и Владетель
В Новом и Древнем мире верят в двух божеств, две начальные сущности — Создателя и Владетеля (в других переводах — Хранителя). Между ними идёт вечное противостояние, но поскольку один без другого не может существовать, никому не удаётся победить. Создатель — сущность, создавшая жизнь и являющаяся источником магии, исходящей от него и пронизывающей всё мироздание, уходящей в мир мёртвых (что и отражает Благодать). Сам Создатель не появляется в сюжете и не участвует в происходящем. Также о Создателе говорится, что именно он передаёт людям пророчества через пророков, но впоследствии оказалось, что пророчества исходят из мира мёртвых и являются чуждыми для мира жизни. Владетель — противоположность Создателя, бессмертная сущность, принимавшая участие в сотворении мира. Его царство — мир мёртвых, подземный мир, где он пребывает вне времени. Владетель в цикле появляется в качестве голоса, говорящего с сёстрами Тьмы и Столпами Творения: Дженнсен, Обой и Дрефаном. О нём персонажи говорят, как о существе, которое ненавидит жизнь и стремится уничтожить её. В начале мира был запечатан в подземном мире Создателем, одной из печатей стал Камень Слёз. В мире живых Владетель вербует себе помощников, усиливающих его влияние в этом мире. Самыми известными были сёстры Тьмы, а также Даркен Рал, ставший Посредником. Также существовали и Дети Погибели (люди, служившие Владетелю и не наделённые даром). Одним из Детей Погибели был Приндин из племени Тины, другим — глава городка в Никобарисе, в котором жила колдунья Эди. В книге «Столпы Творения» упоминается некий «язык Владетеля», который Алтея изучала во Дворце Пророков и слова из которого слышат Дженнсен и Оба. Владетель безжалостен ко всем и к своим слугам. В частности, сёстры Тьмы, разочаровавшие его, обречены на вечные муки, как и все те, у кого есть дар. За службу он дарует своим помощникам магию Ущерба, а не обладающих даром прельщает бессмертием, непобедимостью и прочим.
Добрые и злые духи
Добрыми считаются души тех, кто умер и удостоился пребывания в Свете Создателя. Их обитель описана в «Камне слёз», туда Денна (ставшая духом) переносит Ричарда и Кэлен. Злые духи — противоположность добрых. О них упоминает в «Храме Ветров» Денна. В частности, злым духом был после смерти Даркен Рал, до того, как оказался в тени Владетеля. Добрые и злые духи являлись хранителями Храма Ветров.
Мать морей
Божество острова Кирии и прибрежных городов, условно благожелательное к людям. В романе «Осажденные камнем» Никки отмечает, что статуи божества схожи с образом сильфиды, у колодца которой был построен один из храмов Матери морей.

### Существа и одарённые люди
Исповедницы
Созданы волшебником Мерриттом во времена Великой войны. Исповедницы обладают властью, силой, которая передается от матери к дочери. Сила действует в момент прикосновения и последствия применения устранить невозможно. Исповедницам не надо вызывать силу в себе, чтобы пустить в ход, наоборот, они должны всегда сдерживать её, а пользоваться могут, ослабляя волю к сдерживанию. Сила исповедниц — это сила любви. Испытав на себе прикосновение исповедницы, человек не может оставаться прежним, его личность уничтожается, он навсегда становится безоговорочно преданным коснувшейся его исповеднице. Все исповедницы имеют различный уровень сил. После использования силы должно пройти время, прежде чем исповедница сможет использовать её вновь — от нескольких часов до нескольких дней. Чем меньше срок восстановления, тем больше власть исповедницы над человеком и выше положение в ордене. Самая сильная исповедница возглавляет орден и имеет титул Мать-Исповедница. Наиболее сильные исповедницы могут вызывать «Кон-Дар» («Кровавую ярость»), сила которой заключается в использовании не только в магии Приращения, но и магии Ущерба, так как при создании исповедниц использовались две стороны магии. Исповедницы носят самые длинные волосы в Срединных землях (по законам Срединных земель нельзя носить волосы длиннее, чем положены по статусу; чем выше статус, тем длиннее волосы). Они не могут остричь волосы сами, это вызывает у них сильнейшую боль. Стричь их могут только другие люди. Обычные исповедницы носят чёрное платье, а Мать-Исповедница — белое.
Волшебники
Мужчины, в которых особенно сильна искра дара. Изначально волшебники были наделены обеими сторонами магии — оккультными силами и даром, который, в свою очередь, тоже состоял из двух сторон — магии Приращения и магии Ущерба. Эти волшебники были способны изгнать Храм Ветров в преисподнюю, уничтожив его материальный облик в этом мире, построить Башни Погибели и заключить силу Регулы, отосланную духами в мир живых, в механизм, спрятанный в сердце Народного Дворца. По итогам Великой войны приспешники императора Сулакана, обладающие подобными способностями, были заточены в третьем царстве в Тёмных землях Д’Хары. Со временем, когда барьер третьего царства стал разрушаться, оккультные силы вновь стали просачиваться в мир и рождённые вблизи барьера стали обладать ими. Волшебники с обеими сторонами магии могли создавать новые формы жизни, что широко применялось во времена Великой войны, когда были созданы сноходцы, мрисвизы, гары, скользящие, исповедницы, полулюди, сэлки, сильфида и другие существа. Каждый волшебник силён в каком-то определённом направлении — существовали пророки, творцы, целители, полевые маги, боевые чародеи. Боевые чародеи рождались редко, и Ричард Рал был единственным, родившимся со времён окончания Великой войны. Среди волшебников была иерархия, в зависимости от их силы — три ранга: первый, второй и третий. Причём, больше одного волшебника Первого Ранга не существовало. Также различали волшебников по призванию и родившихся с даром. Те, кто хотел научиться, но не мог, обучались лично Первым Волшебником Зорандером, который искусственно разжигал огонь магии в них, увеличив искру дара.
Домом волшебников и колдуний Нового мира был Замок Волшебника — древняя цитадель в горах над Эйдиндрилом, неприступная крепость, хранящая немало волшебных предметов. Хозяином Замка являлся Первый Волшебник, Волшебник Первого Ранга, возглавляющий всех магов в Замке. Его личные апартаменты располагались в Анклаве Первого Волшебника, в котором также хранились и могущественные артефакты. В Замке имеются колодцы Сильфиды и Люси. Под замком долгое время располагались катакомбы, где хоронили волшебников, но с появлением полулюдей и предателей в замке катакомбы запечатали по указанию Мерритта.
Колдуньи
Одарённые женщины, эквивалент волшебников, но не равны им по силам. Их дар передается по наследству, но в отличие от волшебников, у них могут встречаться пропущенные звенья — необладающие магическими способностями дети, однако их потомки в дальнейшем все равно могут обладать силой.
Сёстры Света и Тьмы
Сёстры Света — духовный орден. Колдуньи, которые стремятся обучить молодых волшебников и обратить их в веру в Создателя. Резиденция сестёр на момент начала повествования — Дворец Пророков на острове Халзбанд в городе Танимура (Древний мир). Руководит орденом аббатиса сестёр Света. Орден был создан за три тысячи лет до событий книги «Первое правило волшебника». При строительстве древние волшебники окружили Дворец Пророков могущественными чарами, замедляющими время. В результате все обитатели старели значительно медленнее, чем живущие за его пределами. Орден существовал многие века, но правила и законы мало изменились с течением времени. Чтобы примкнуть к сёстрам Света маленьких девочек с детства отдавали во Дворец, где они долгие годы учились, будучи послушницами. Если послушница достигнет в обучении чародея необходимых успехов, она становится сестрой Света. В ходе событий романов Дворец Пророков был разрушен, и новой резиденцией сестёр Света стал Замок Волшебника в Эйдиндриле. Сёстры сыграли немаловажную роль в войне с Имперским Орденом, выполняя договор в отсутствие магистра Рала «магия против магии» в битвах с противником, прикрывая солдат от магических атак и составляя ударную мощь д`харианской армии. При помощи специально придуманных изобретений смогли отбросить силы Ордена на юг в Андерит, уничтожив более ста тысяч имперцев.
Сёстры Тьмы — тайная группа, появившаяся внутри ордена сестёр Света и действующая на благо Владетеля. Сёстры Тьмы долгие годы пытались помочь Владетелю вырваться из мира мёртвых, чтобы получить вознаграждение за верную службу ему. За служение Владетель наделил сестёр Тьмы магией Ущерба и возможностью отбирать мужской Хань. Сёстры Тьмы долгое время были в тени, но аббатиса Аннелина давно подозревала об их существовании, и подозрения подтвердились в книге «Камень слёз».
Говорящие с духами
Особая категория колдуний, которые способны при помощи дара путешествовать сквозь завесу, находя в ином мире души умерших и общаться с ними. Говорящие с духами жили во времена Великой войны, но и тогда их дар был редкостью. Чтобы стать говорящей с духами, нужно было долго учиться. Таланты их высоко ценились, так как при помощи знаний этих колдуний можно было создавать всё более смертоносное оружие.
Сноходцы
Магическое оружие, созданное во время Великой войны. Существа, способные проникать в разум человека, незаметно контролировать его и причинять боль. Отличительной чертой сноходца, полностью владеющего своей силой, являются абсолютно чёрные глаза. Единственной защитой от сноходцев была магия уз Дома Ралов. В «Первой исповеднице» Барах рассказывает Магде о том, как именно человек превращался в сноходца: инструментом для их создания служила красивая шкатулка, при открытии которой (при помощи дара) появлялась огромная магическая светящаяся сеть, внутри которой через несколько мгновений человек становился сноходцем. Однако даже боевой чародей Барах не сумел уничтожить эту шкатулку и, сомневаясь в принципе в возможности её уничтожения, отнёс в Храм Ветров.
Ведьмы
Одарённые женщины, способные создавать иллюзии и обладающие даром заглядывать в потоки времени в поисках различных вариантов развития событий. У ведьм рождаются только дочери, которым передается ведьмовской дар. На момент событий «Первого правила волшебника» и до своей смерти королевой ведьм являлась Шота, жившая в Пределе Агаден. Тринадцать ведьм, собравшихся вместе, образуют ковен, многократно усиливающий королеву.
Морд-Сит
Элитная группа женщин-воинов, созданных для защиты магистра Д’Хары от владеющих магией. Будущих Морд-Сит отбирали из самых добрых девочек в Д’Харе и обучали с детства, заставляя проходить три уровня обучения, на каждом ученица должна быть «сломана». Во время первой ломки она измучивается до полного повиновения, ломаются её самостоятельное мышление и личные желания, она учится терпеть боль эйджила, чтобы потом владеть им. Во время второй ломки девочка вынуждена наблюдать, как учитель мучит её мать до смерти — это ломает сострадание. При третьей ей дают инструмент пытки и заставляют самой причинять боль. Девочка должна сломить и замучить до смерти отца. После этого она становится Морд-Сит и приобретает ряд уникальных способностей: захватывать волшебство противника при применении против неё; способность причинять боль захваченному одной мыслью (нарушивший приказ пленник даже в отсутствие Морд-Сит может испытывать сильную боль, а спастись можно только убив пленившую Морд-Сит); даровать «дыхание жизни» — Морд-Сит может воскресить умершего в течение короткого времени после смерти. «Дыхание жизни» используется в основном при обучении пленников, в случаях, когда обучаемый умирал во время пыток. Морд-Сит перед своей смертью может передать обучаемому способность даровать «дыхание жизни». Поскольку власть Морд-Сит основана на ненависти, то от силы исповедницы, чья власть основана на любви, Морд-Сит умирают в агонии, которая может длиться часами («Долги предков», «Разлучённые души»). Мужчин Морд-Сит фактически не существует, но были учителя-мужчины, которые обучали юных Морд-Сит. Например, Растин обучал Констанцию и Денну, а ведьмак Мораваска Мичек — Вику. Морд-Сит могут научить магистра Рала пользоваться эйджилом (Даркен Рал умел его использовать и участвовал при третьей ломке кандидаток). Также пленники, прошедшие обучение и сумевшие убить «учителя», могли использовать эйджил.
Морд-Сит сплетают волосы в косу. Обычно носят коричневую кожу, но когда обучают пленника или отправляются в бой, носят красное, поскольку на красном не видна кровь. Морд-Сит, служившие аббату Дрейеру, носили чёрную форму. Если Морд-Сит выбрала кого-либо в мужья или окончательно «сломала» пленника, то надевает белую кожу как символ, что кровавых прикосновений эйджила не будет. На кожаной униформе есть желтые полумесяц и звезда — символ Морд-Сит. Солдаты, служащие Морд-Сит, имеют эти же знаки отличия, но только красного цвета. Оружие Морд-Сит называется «эйджил» — красный прут, около фута длиной, толщиной с палец; может причинять невыносимую боль и убивать прикосновением, но также причиняет боль и использующей его Морд-Сит. Морд-Сит использует тот же самый эйджил, который использовался при её обучении. Морд-Сит может носить бронированные перчатки с шипами. Эйджил причиняет боль всем, кто его касается, кроме Столпов Творения. Также он не будет действовать, если Морд-Сит не намеревается причинить эйджилом боль. В «Восьмом правиле волшебника» упоминалось, что эйджил не действует на тех, кто находится под властью сноходца. Эйджил действует только если жив магистр Рал, в период, когда нового магистра не назвали, эйджилы не действуют, так как их магия «подпитывается» магией «уз». При этом, чтобы «узы» подействовали, Морд-Сит, как и другие д’харианцы, должна признать нового магистра Рала. Когда Даркен посылал Морд-Сит с поручениями в Тёмные земли, некоторые, кто был недоволен его правлением, принимали предложение лорда Арка присоединиться к нему. Впоследствии некоторые Морд-Сит Арка стали тайно служить аббату Людвигу Дрейеру, связавшись узами с ним. После встречи с Ричардом Ралом несколько Морд-Сит вернулись к служению Дому Ралов.
Гары
Страшные существа, созданные Альриком Ралом для борьбы с мрисвизами. Гары делятся на длиннохвостых и короткохвостых. Последние — более умные. Гары охотятся с помощью кровавых мух. Те жалят жертву и гар находит её и обмазывается кровью убитого существа, чтобы мухи могли наесться. Короткохвостые гары считают своих мух, поэтому кровавых мух из роя короткохвостых гаров лучше не убивать.
Сети волшебных колодцев
Волшебные пути в колодцах были созданы во времена Великой войны для ускоренного сообщения одарённых обеими сторонами дара между территориями Нового и Древнего миров. Как и многие орудия тех времен, создавались из живых людей. Внешне представляют собой магическое создание в образе женщин из ртути. Процесс путешествия заключается во вдыхание ртутной массы в себя, после чего она переносит путешественников с помощью подземных ходов, заканчивающихся колодцами. Если же ртутную массу пытается вдохнуть человек, не обладающий даром или обладающий только какой-либо одной его стороной, то это приводит к летальному исходу, вызывая кровотечения дыхательных путей и других органов. Однако в сильфиде Люси могут путешествовать путники, не обладающие обеими сторонами дара, так как она предназначалась для экстренной связи наблюдателей за барьером Третьего царства с советом волшебников в Эйдиндриле. Во время своего сна пребывают в Подземном мире, где соединяются со своими душами. Известны три сети колодцев — Сильфида, Люси и безымянная, используемая шпионами Сулакана во времена Великой войны. Некоторые свойства и особенности своих характеров они наследуют из своих прошлых жизней.
Драконы
Во времена Великой войны драконы обитали на всех территориях, от Д`Хары до Алтур`Ранга, но в связи со стараниями волшебников Древнего мира, там драконы вымерли из-за отсутствия магии. Драконы Нового мира жили и дальше, после создания Великого Барьера (Башен Погибели), некоторых (зелёных) люди держали в качестве домашних питомцев («Первое правило волшебника»). В «Духе огня», в связи пробуждением шимов, драконы, как и другие магические создания, начинают вымирать. В «Вере падших» Ричард Рал и Никки по пути в Древний мир обнаруживают останки красного дракона, умершего примерно во время прибывания Ричарда в Андерите.
Мерцающие в ночи
Крошечные создания, похожие на мотыльков или светлячков, живут в магическом лесу и хранят важные секреты, которые спасут тысячи жизней.
Мрисвизы
Говорящие существа, способные при помощи своих плащей становиться невидимыми и укрываться от одарённых (за исключением тех, кто имел обе стороны дара). Обладают двумя кинжалами — «йабри». В «Защитниках паствы» группа мрисвизов нападает на штаб д’харианцев, где в это время Ричард Рал в сопровождении Улика, Игана, четырёх Морд-Сит и Гратча пытается убедить генерала Райбиха в том, что он — истинный лорд Рал. Когда Ричард убивает мрисвизов, выясняется, что они успели ранить Морд-Сит Холли. Она сообщает лорду Ралу, что успела захватить магию мрисвизов перед смертью, и что эта магия — дар. В «Защитниках паствы» помогают Тобиасу Брогану отбиваться от д`харианцев по приказу императора Джеганя.
Шимы (гармонии)
Древние создания подземного мира, которые были подчинены Йозефом Андером для защиты Андерита. Могут превращаться в любых существ, но в основном находятся в своих стихиях — вода (Реехани), огонь (Сентраши) и воздух (Вази). Созданы для уничтожения не только магии, но и всего живого. Призвать шимов может одарённый обеими сторонами дара при соблюдении определённых условий (например, назвать их имена и быть третьей женой, как Кэлен). Йозеф Андер, вопреки приказу из Замка, не изгнал шимов, а запечатал их в мире живых. Когда же он решил уйти в собственный созданный им же самим мир, то использовал силу шимов, чтобы создать смертоносное оружие — Домини Диртх, которое при помощи звука превращало в кровавый фарш всякого, кто слышал звон. Домини Диртх — громадные сооружения, выстроенные по всей границе Андерита — рассыпались в прах, когда Ричард отправил шимов в подземный мир. О шимах и о том, как их победил «Гора» (Йозеф Андер) была сложена андерская песня, исполняемая только по значимым случаям.
Гончие
Создания подземного мира, появившиеся с ослаблением Границ. Гончие сердца — крупные животные, напоминающие волков, но более крупные и имеющие рыжую окраску. Своё название получили в связи с легендой, которая гласит, что гончие выслеживают свою жертву по биению сердца. Другая версия легенды — что гончие убивают, выгрызая сердце жертвы. Охотятся стаями. По приказу Владетеля способны выследить и убить того, кого он прикажет. Боятся воды и не входят в неё. Впервые появляются в «Первом правиле волшебника». Гончие появляются там, где приподнимается завеса между мирами.
Целители
Магические существа, обитающие в Срединных землях. Их внешность остаётся загадкой — они предстают в виде голоса со странной манерой речи, заключающейся в перевороте слов в предложении. Целители появляются в «Вере падших». К ним обращается за помощью аббатиса Аннелина — её путевой дневник сожгла Кэлен, и, чтобы восстановить его, Энн направилась к пещере Целителей. Аннелина вспоминает о том, что уже встречалась с ними в юности и эта встреча ей запомнилась не с лучшей стороны.
Зверь
Создан во времена Великой войны. Особенностью этого творения было полное отсутствие логики в его действиях и даже во внешности — Зверь не имел никакой иной формы, кроме как чёрная тень с горящими глазами. Именно благодаря отсутствию формы и логики в действиях Зверь был столь опасен: он был непредсказуем. Зверь не имел чувств, не был способен анализировать информацию об окружающем, им двигало лишь желание убить того, на кого его натравили. Во время создания чудовище настраивали на магию того человека, которого следовало убить. Зверь выходил на охоту, как только жертва применяла дар. Благодаря связи с подземным миром, может быстро перемещаться к жертве, едва та применит дар. Записи о существе нашёл император Джегань, после чего поручил сёстрам Тьмы создать такого для охоты на Ричарда Рала. Существовала и более губительная форма Зверя — Зверь Крови. Таковым становился Зверь, испробовавший кровь своей жертвы. Именно Зверем Крови стал Зверь, посланный за Ричардом, когда Никки воспользовалась магией Ущерба и удалила кровь и стрелу из тела Ричарда, чтобы спасти его жизнь. Неоднократно появлялся и атаковал Ричарда и его спутников, но в итоге Ричарду удалось изгнать его.
Терновые (Лесные) девы
Порождения подземного мира. Способны создавать иллюзии, доводящие жертву до безумия, и воскрешать мёртвых в виде фамильяров — бесплотных говорящих созданий. Убить фамильяра можно Мечом Истины или оружием, выкованным полулюдьми. Голос Терновой девы — чудовищная разрушительная сила, убивающая всё живое. Матери Терновых дев зашивают дочерям рот, пока Голос ещё не способен навредить им. Питаются девы кровью людей. Джит — единственная Терновая дева, упоминаемая в цикле. Появлялась только в «Машине предсказаний», далее лишь упоминалась. Как выяснилось в «Третьем царстве», Джит пришла из-за северной стены и была лишь «первой ласточкой». Её приход ознаменовал падение сдерживающего барьера, которым и являлась стена, отгораживая третье царство от мира живых. Обитала на тропе Карга в провинции Фаджин на северо-востоке Д`Хары. Служила епископу Ханнису Арку. Наслала иллюзорных гончих на Кэлен Амнелл. Ричард победил Джит, перерезав полоски кожи, которые держали её рот, и освободил голос Терновой девы. Джит, фамильяры и все, кто слышал этот голос, погибли, а сами Ричард и Кэлен заразились прикосновением смерти.
Сэлки
Существа, созданные во времена Великой войны для военных действий в водах.
Госпожа Жизнь
В Твердыне, сокрытом на протяжении многих веков архиве, работали помнящие под руководством Виктории. После смерти Поглотителя жизни Виктория не желала ждать естественного восстановления иссушенных земель. Она провела ритуал, где она и её послушницы Одри, Лорел и Сейдж умерли, а после переродились в древесных существ. Виктория стала огромным живым деревом, обладающим невероятно сильной магией. Одри, Лорел и Сейдж превратились в человекоподобных травяных чудовищ. Её способности позволяли первобытным джунглям распространяться с пугающей скоростью, что грозило уничтожением мира. В итоге Никки и Натан нашли способ убить её — сразили ядовитой стрелой из лука, изготовленного из драконьей кости. После этого джунгли исчезли.

### Артефакты
Меч Истины
Когда во времена Великой войны Новый мир из-за предательства Лотейна стал проигрывать Древнему, совет волшебников повелел создать Ключ к шкатулкам Одена, древним сосудам с великой силой. Изначально созданием Ключа руководил волшебник-творец Мерритт. Именно он обнаружил в древних текстах указание к изготовлению Ключа — он должен быть облечён в форму меча. Во время работы Мерритт обнаружил особую магию, которая впоследствии стала магией Исповеди. Творец предложил совету создать исповедников, но, поскольку предателями были несколько советников, предложение отклонили, а Мерритту повелели создать только Ключ. Волшебник отказался продолжать работу, но совет не оставил попытки создать Ключ, которые неизменно оканчивались трагедией, потому что только Мерритт знал, как и что нужно делать. Одну из таких попыток видит Магда Сирус — меч взорвался, в результате чего пронзил одного из волшебников, а горячий воздух сжёг лёгкие другого. Когда Магда приходит к Мерритту за помощью, она видит в его доме будущий Меч Истины — красивый, идеально сбалансированный меч, выкованный самим Мерриттом. Меч уже напитан определённой магией, однако ему не хватает главного заклятия. Нанести его можно лишь зная формулы разрыва седьмого уровня. Формулы вместе с другими могущественными предметами были спрятаны в Храме Ветров. Спустя некоторое время Магда и Мерритт находят формулы в вещах Бараха, погибшего мужа Магды. Первый Волшебник, будучи могущественным провидцем, в последний свой визит в Храм забрал их. Проведя расчеты, Мерритт понимает, что для нанесения на клинок необходимого заклинания мечу нужна искра жизни. Её соглашается дать Магда. В одну из ночей, в лесу на берегу озера, Мерритт проводит ритуал, основанный на магии крови, — и при помощи крови Магды даёт мечу необходимую искру, а затем выстраивает волшебную сеть и накладывает её на меч, создавая тем самым Меч Истины. Само название мечу дала Магда, впервые прикоснувшись к нему и почувствовав магию, которой он был напитан. В дальнейшем Меч Истины использовался для создания ордена исповедниц, первой из которых стала Магда Сирус.
Мечом Истины может воспользоваться любой, но подлинную мощь он обнаруживает в руках Искателя Истины — очеловеченного Закона, всегда и везде докапывающегося до правды. Владеющий им Искатель способен призывать праведный гнев, позволяющий ему стерпеть боль, которая возникает после каждого убийства этим мечом. Если Искатель при первом убийстве не выдерживал испытания болью, то не Искатель владел магией меча, а магия меча порабощала его. Если мечом убивал другой человек, он тоже испытывал боль и должен был противопоставлять боли гнев. Меч не может убить невинного, но если Искатель «сделает» меч белым, то он способен убить любого, но при этом от боли он все равно не защищён. В бою Искатель может призывать духов прежних Искателей, которые направляют его руку. Для призвания гнева Искатель может и не иметь меча под рукой, так как даже без меча он не перестанет быть Искателем. Титул Искателя Истины даётся лишь Волшебником Первого Ранга и заключается не в праве ношения меча, а магии, которая находится в Искателе. У Волшебника и хранится меч, если Искатель не назван, а также в случае смерти Искателя или если Искатель выполнил свою миссию и добровольно отдал меч. Меч может выдержать удар огня волшебника. Меч Истины является единственным верным ключом к использованию шкатулок Одена, все остальные ключи ложны, при этом клинок обязательно должен быть белым, ибо «Все, пришедшие с ненавистью в сердце должны уйти, ибо в своей ненависти они лишь предают себя».
Шкатулки Одена
Три шкатулки, способные дать неограниченную власть над Миром живых. Время создания шкатулок неизвестно. Даже волшебники времен Великой Войны называли шкатулки древними. Известно лишь, что они были созданы до первого упоминаемого в романах перемещения звёзд («Первая Исповедница»). Волшебником Мерриттом и Магдой Сирус при помощи расчетов разрыва седьмого уровня был создан ключ к шкатулкам — Меч Истины. Для получения власти необходимо собрать шкатулки вместе, начертить на магическом песке ряд символов и открыть одну из них. Чтобы не ошибиться, необходимо прочесть книгу Сочтенных Теней, где написано, как снять покровы со шкатулок, какие символы необходимо начертить и какую шкатулку необходимо открыть. Обязательным условием для открытия шкатулки является наличие обеих сторон дара и наличие Меча Истины. Любое нарушение требований книги означает смерть. Для достижения господства необходимо открыть лишь одну шкатулку, остальные для этой цели не годятся, ибо одна уничтожает всё живое, вторая — открывшего шкатулку, а само открытие шкатулок способно разорвать завесу между мирами. Однако впоследствии выясняется, что все эти условия ложные, а сама книга — подделка, созданная волшебником Куинном, и для подчинения силы шкатулок требуется ключ — Меч Истины («Первая Исповедница»).
Шкатулки Одена также являются противовесом заклинанию Огненной цепи.
Книга Сочтённых Теней
Содержит информацию о том, как нужно правильно расположить шкатулки Одена, чтобы открыть нужную шкатулку. Книга является магической, поэтому её могли запомнить только владеющие даром. В самом начале книги говорится: «Если тот, кто владеет шкатулками, не прочел сих слов сам, но услышал их из уст другого человека, в подлинности переданного знания он может убедиться лишь с помощью исповедницы». После написания попадает в Замок Волшебника и находится в нём, пока её не крадет Джордж Сайфер, чтобы Ричард, его владеющий даром приёмный сын, выучил её, после чего Джордж сжигает древний текст. Впоследствии Никки, изучая Книгу Жизни, приходит к выводу, что книга, которую выучил Ричард, была ложной копией. Книгу Сочтённых Теней называли «книгой, которая не должна копироваться», но, вопреки предупреждениям древних волшебников, копии всё же были сделаны. Книг таких было шесть: один оригинал, одна настоящая копия и четыре ложных. Впоследствии оказалось, что книга не является ключом для использования шкатулок Одена. Все шесть текстов были «обманками», оставленными для защиты магии Одена от нежелательного использования. Настоящий ключ — Меч Истины белого цвета. Шкатулки, до которых дотрагивался меч, меняли цвет на чёрный и белый. Для использования магии нужно проткнуть мечом белую шкатулку.
Книга Жизни
Книга, рассказывающая о магии Одена. Хранится в библиотеке Народного Дворца. В начале её говорится: «Все, пришедшие с ненавистью в сердце должны уйти, ибо в своей ненависти они лишь предают себя». Это предупреждение о том, что человек с жаждой власти с ненавистью в сердце не сможет воспользоваться магией Одена, ибо она убьет такого человека. Это одна из предосторожностей волшебников древности, чтобы магией не воспользовался человек, который может обратить её во зло.
Камень слёз
Камень появился из открытой шкатулки Одена и найден Зеддом после отъезда Ричарда. Зедд сделал камень прозрачным и надел на шею Рэчел, чтобы та отдала его Ричарду. Камень способен закрыть разрыв в завесе.

## Восприятие
Литературная серия часто входит в списки лучших фэнтези-романов. В опросе NPR 2011 года, в котором приняли участие 60 тысяч читателей, из 5 тысяч номинированных фэнтези-романов, «Меч Истины» занял 62-е место среди «самых популярных фэнтезийных или научно-фантастических романов всех времён». Серия в целом имеет средний рейтинг примерно четыре звезды на Goodreads.
Рецензенты отмечают влияние политической философии Гудкайнда на его произведения, что вызвало разногласия по поводу его романов: некоторые критиковали их объективистские темы, другие хвалили их. Сам Гудкайнд открыто говорил об этом влиянии и характеризовался как воодушевляющий противник, который любил разжигать полемику. Его критиковали за то, что он писал женских персонажей, верных сексистским стереотипов, а также за частые сцены сексуального насилия над этими персонажами. Однако Гудкайнд заявил, что его сюжеты сосредоточены на «сильных женских персонажах», и один раз возражал против обложки книги, которую считал сексистской.
В рецензензии 2006 года «Мира фантастики» отмечалось, что фэнтезийный мир «Меча Истины» довольно стереотипен, но необычен по атмосфере. Автор использует мрачную «цветовую гамму». Сюжет вторичен: стиль и содержание романа превалируют над формой. Противоборство героев, далёких от идеала, с почти неодолимой силой дополняется долгими описаниями пыток, через которые приходится пройти главному герою, и прочими элементами натурализма. Однако именно эта мрачная атмосфера, вкупе с неспешным, вдумчивым повествованием с последовательным посещением персонажами всех точек на карте, и стала главным козырем первого же романа. Антагонист первой книги Даркен Рал оценивается как более живой, умный и правдоподобный, чем большинство антагонистов других произведений фэнтези. Автор сам не судит своих персонажей, лишь приводит суждения других действующих лиц. Первый роман серии оценивается одно из самых сильных фэнтези конца прошлого века. В рецензии 2020 года того же издания говорится, что произведения гармонично сочетают интенсивное действие и интересные повороты сюжета, с вопросами, которые невозможно решить силой оружия. Часто Гудкайнд ненавязчиво поднимает серьёзные вопросы, проблему морального выбора, темы предпочтения меньшего из зол, выхода из трудной ситуации.

## Экранизация
1 ноября 2008 года состоялась премьера сериала «Легенда об Искателе», снятого компанией ABC по мотивам цикла. Сезон состоял из 22 серий, содержание которых имеет значительные расхождения с книгами. В ноябре 2009 года на экраны вышел второй сезон 22 серий, после чего проект был закрыт.
Критики встретили сериал неоднозначно. Некоторые отмечали, что отдельные ситуации и сцены слишком похожи на фрагменты более известных работ: «Звездные войны», трилогия «Матрица», «Колесо Времени», «Зена — королева воинов» и легенды о Короле Артуре. Брайан Лоури из Variety назвал сериал «мешаниной лучшего из фантастики/фэнтези». Положительно встретили то, что на работу над сериалом были выделены достаточно высокие средства и производство проходило в красивых пейзажах Новой Зеландии. Роберт Ллойд из Los Angeles Times назвал шоу «симпатичным и веселым». Многие остались довольны исполнителями главных ролей — Крейгом Хорнером и Бриджит Риган.